# Európa
Európa Földünk egyik kontinense, amelynek határai nyugaton az Atlanti-óceán, északon a Jeges-tenger, keleten az Urál hegység, az Urál-folyó és a Kaszpi-tenger, délkeleten a Kaukázus vidéke és a Fekete-tenger, délen pedig a Földközi-tenger. Európa Ázsiával együtt alkotja Eurázsiát, amelynek Európa körülbelül az ötödét teszi ki.
Terület szerint Európa a második legkisebb kontinens, 10 508 000 négyzetkilométerrel, amivel kissé meghaladja Ausztrália területét. Így az összes szárazföld közel tizenötödét teszi ki.
Népesség alapján a negyedik helyen áll Ázsia, Afrika és Amerika után. 2001-ben Európa népességét körülbelül 666,5 millió főre becsülték, ami a Föld akkori népességének kilencede.
A kontinens kifejezés gyakran csak a földrész összefüggő szárazföldi területeit jelenti a vele szomszédos szigetek nélkül, ezt főleg a szigeteken (pl. Nagy Britannia) élők szokták használni, mikor Európa kontinentális részére utalnak.

## A név eredete
Európa (görögül: Ευρώπη, ejtsd: evrópi) mint földrajzi terület első említése a Homéroszi himnuszokban, azokon belül is az Apollónhoz írottban található. Eredetileg Közép-Görögország neve volt, később egész Görögországot így nevezték, végül i. e. 500 körül a Görögországtól északra fekvő összes területet is. Az Európa szó eredetét leggyakrabban a görög eurüsz (széles vagy szép) és opsz (arc) szavakra vezetik vissza. Más vélemények szerint a szó sémi eredetű, és az ereb (naplemente) szóból eredhet – közel-keleti nézőpontból a nap a nyugaton elterülő földek mögött nyugszik le. Egyébként a szintén hasonló latin eurus szó a keleti szelet jelenti. A görög mitológia elbeszélése szerint Európé föníciai királylány volt, akit Zeusz bika alakjában rabolt el. Közös gyermekeik Minósz, Rhadamanthüsz és Szarpédón lettek.

## Földrajz

### Fekvése

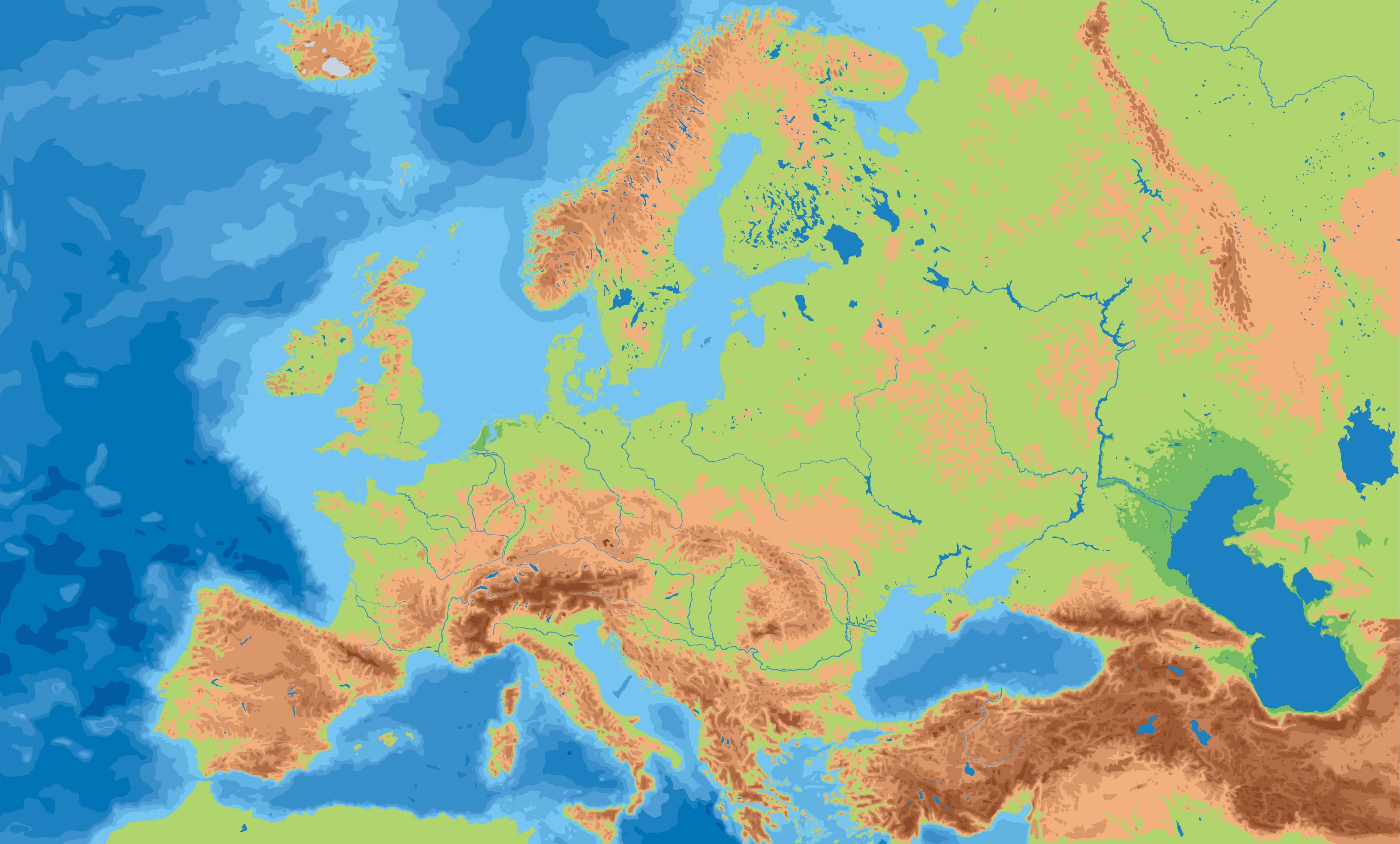
Európa hegy- és vízrajza

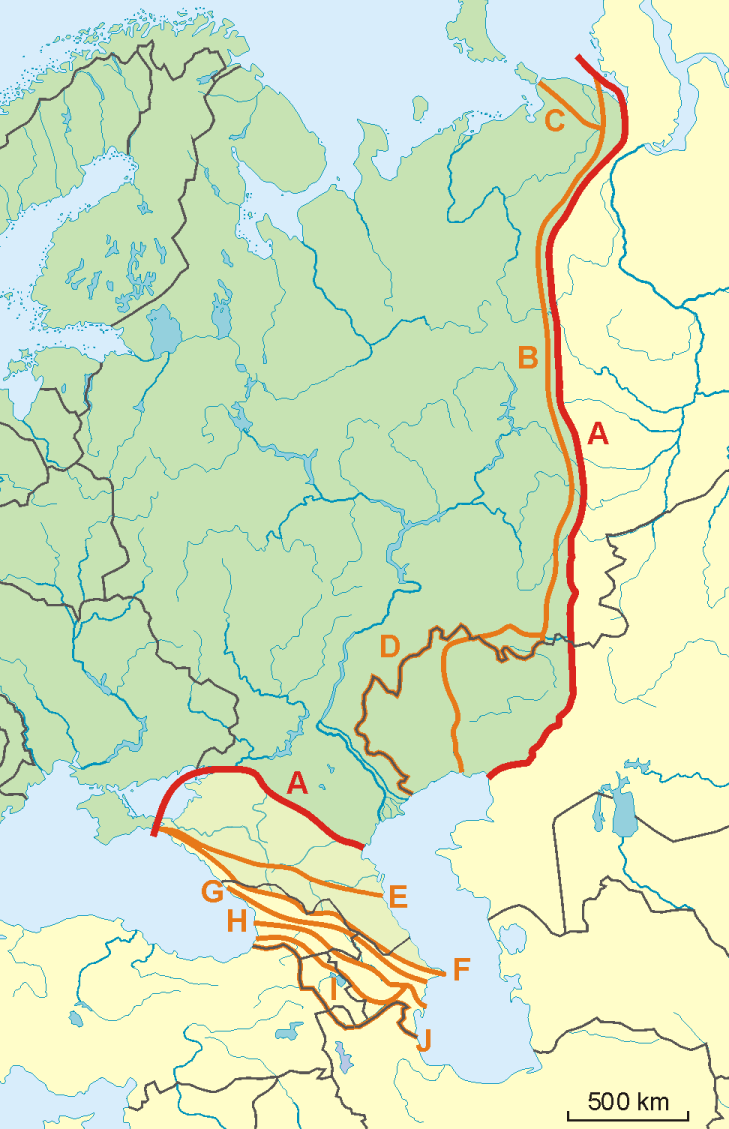
Európa és Ázsia földrajzi határának különböző meghatározásai

Európa a Föld északi és keleti félgömbjén elterülő kontinens. Kis része átnyúlik a nyugati félgömbre is. Rajta halad át a kezdő hosszúsági kör. Keleten szorosan összefügg Ázsiával, közös nevük Eurázsia. A két kontinens pontos határa megállapodás kérdése, nincs egyértelmű földrajzi határ. A ma leginkább elfogadott határvonal: a Dardanellák, a Boszporusz, a Fekete-tenger, a Nagy-Kaukázus vízválasztó vonala, a Kaszpi-tenger északnyugati része, az Urál folyó és az Urál hegység egészen a Jeges-tengerig. A kontinenst Észak-, Dél-, Nyugat-, Kelet- és Közép-Európára osztják. Európa partvonala a legtagoltabb a kontinensek közül. Nagy félszigetei: Skandináv-, a Pireneusi-, az Appennini- és a Balkán-félsziget. Szárazföldre benyúló legnagyobb tengerei: a Balti-, az Adriai- és az Égei-tenger. Szigetei közül az Atlanti-óceánban a távolabb fekvő Izland és a Brit-sziget a legjelentősebbek. A Földközi-tenger szigetei közül a legnagyobbak: Korzika, Szardínia és Szicília. A Balti-tenger legnagyobb tengeröble a Botteni-öböl. Európa partjait a Skandináv-félszigeten és Brit-szigetek ÉNy-i vonalán hosszú, keskeny, mély, meredek falú, elágazó tengeröblök: a fjordok csipkézik. Völgyüket eredetileg a folyók rajzolták ki. A jégkorszaki jégtakaró tengerbe nyúló gleccserei tovább mélyítették a völgyeket, és ezek a jég elolvadása után öblökké váltak. Kijáratuknál számtalan sziklasziget található. Egészen más a Balti-tenger partvidéke, ahol a tenger építő munkát végez. A lapos parton a hullámok kifutnak a szárazföldre. A partok előtt lerakott hordalékokból homokgátak – turzások – keletkeznek. A turzások néhol tengeröblökké zárnak el: ezek a lagúnák. A partra sodort homokot a szél munkálja tovább. Dűnékbe halmozza, és – növényzet híján – tovább is vándoroltatja. Ismét más képet mutatnak a partok az Atlanti partvidéken. Itt a magas partokat a tengerjárás és a hullámverés állandóan pusztítja.

### Keletkezése

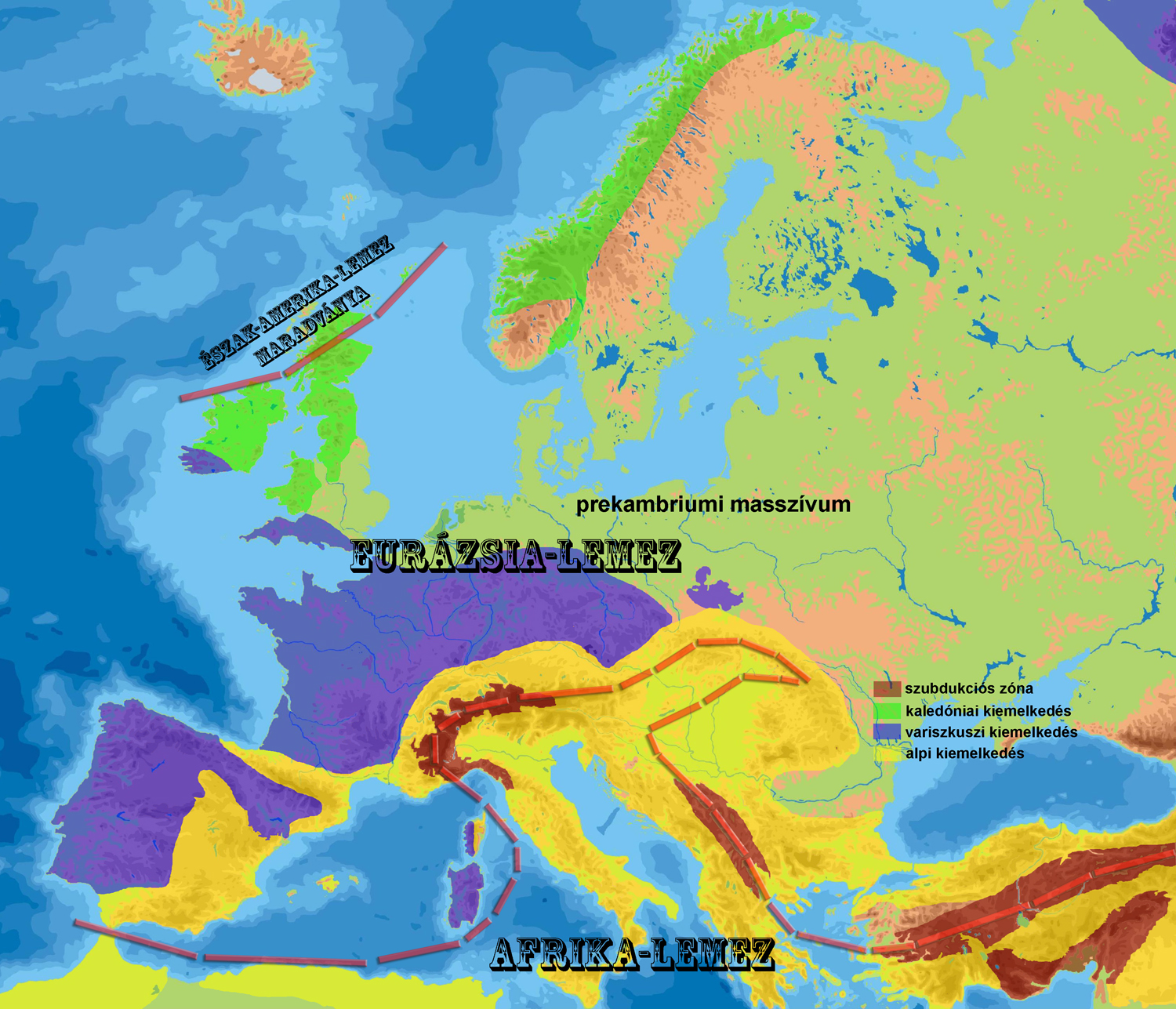
A térképen vastag szaggatott vonallal az Afrika-lemez és az Eurázsia-lemez határa szerepel

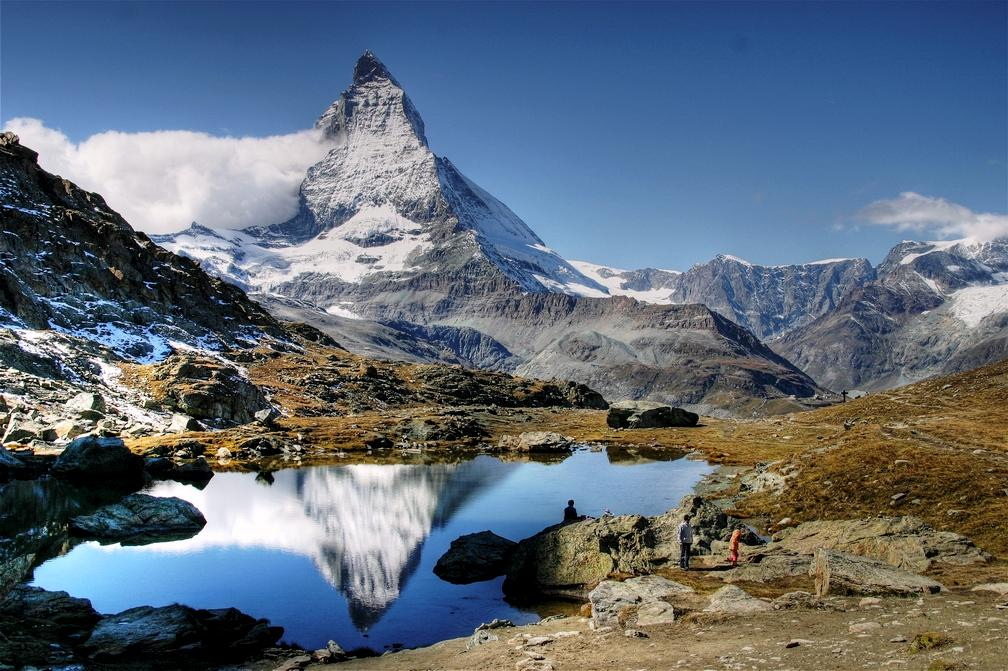
Az Alpok vonulatai a harmadidőszakban gyűrődtek fel

Európa legrégebbi területe a Balti-ősföld és az Ukrán-pajzs (Kelet-európai tábla). A földtörténet folyamán merev kéregdarabként állt ellen a szerkezeti mozgásoknak, de erősen lepusztult. Így ásványkincsei a felszín közelébe kerültek, ezért könnyen bányászhatók. Ilyenek a vasérc, nikkelérc, rézérc. Az ősföld kőzetanyaga a Finn-tóvidék területén bukkan a felszínre.
A paleozoikumban óceánok semmisültek meg, és hatalmas hegységrendszerek emelkedtek a Föld felszínén. Legnagyobb ívük a Kaledóniai- és a Variszkuszi hegységrendszer volt, amely ma a legtöbb európai röghegység alapja. Peremük övezetében gazdag kőszéntelepek képződtek. A kontinens óidőben keletkezett, ma már rögökre töredezett, lepusztult hegységei: a Skandináv-hegység, a Brit szigetek hegységei, a Francia-, a Lengyel-, a Német-középhegység, a Cseh-medence peremhegységei, a kontinensválasztó Urál és Magyarországon a Velencei-hegység. A középidő ismétlődő tengeri elöntései során Európa területén vastag üledékrétegek rakódtak le. Befedték az ősföld egyes részeit, belegyűrődtek a felboltozódó hegyláncokba, kitöltötték a medencéket. Belőlük később lépcsős felszínek is kialakultak. Az időközben visszahúzódó tengerek öbleit a folyók alföldekké töltögették fel. A középidő üledékes kőzetei: a homokkő, a mészkő és a dolomit. Ekkor keletkezett a kősó, a kőolaj, a földgáz és a szárazföldeken a bauxit is. Az újidő harmadidőszakának legnagyobb eseménye az eurázsiai-hegységrendszer felgyűrődése volt. Hegységei Európában: a Pireneusok, az Alpok, az Appenninek a Kárpátok, a Dinári-hegység, s Balkán-hegység és a Kaukázus. A harmadidőszakból származnak a kontinens legnagyobb barnakőszéntelepei, de ekkor képződött a kőolaj és a földgáz túlnyomó része is. Az újidő negyedidőszakában a felszínt a kontinens északi részén többször is előrenyomuló jégtakaró formálta. Vastagsága néhol a 2000 m-t is meghaladja. Legnagyobb kiterjedése idején lenyúlt az é.sz. 50°-áig. Lassú mozgásával lecsiszolta a felszínt, és tómedencék ezreit mélyítette ki. Így alakultak ki a Skandináv-hegység jég gyalulta fennsíkjai, a Kelet-európai-síkság hátságokkal tarkított tökéletlen síksága és a Finn-tóvidék. Délen a jégtakaró visszamaradt törmelékei halmozódtak fel a morénavidékeken. Ilyen területek találhatók a Kelet-európai-síkság északi részén, a Germán-alföldön és a Lengyel-alföldön. A hidegre forduló éghajlat alatt a jégtakaró környéki magashegységek a hóhatár alacsonyabbra kerülése miatt szintén eljegesedtek. A területekről lecsúszó gleccserek és a jég csiszoló munkáját csipkézett hegygerinceik, merész csúcsaik máig is őrzik. Az erős, száraz szelek a jégtakarótól délre fekvő síkságokon hatalmas porfelhőket kavartak. A leülepedő porból később lösztakarók képződtek. Ilyen van pl. a Kelet-európai-síkság déli részén. A szél a folyók hordalékkúpjából kifújt homokot is elszállította, szétterítette vagy futóhomokként vándoroltatta. Az utolsó jégkorszak után a jég súlyától megszabadult kontinens emelkedni kezdett. Ez módosította a partvonal lefutását. Fokozatosan kialakultak a mai alföldek és a vízhálózat is.

### Izland

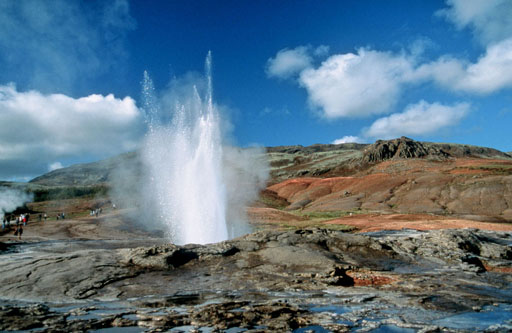
Gejzír Izlandon

Izland szigetét a lemezhatárok nyugtalan földjeként is szokták nevezni. Izland Európa második legnagyobb szigete. A tűz és jég országaként is szokták emlegetni. Területe az Észak-atlanti-hátság tengerszint fölé emelkedő nyúlványán született: az Eurázsiai- és az Észak-Amerikai-tábla távolodó lemezeivel. A lemezmozgások miatt nyugtalan föld 140 tűzhányóból kb. 30 ma is működik. Legnagyobb vulkánja a Heklának és társainak a kitörései nemcsak a belső lakatlan területekre, hanem a part menti vidékekre is lávát és hamuesőt zúdítanak. A sok apró gejzír és egyéb meleg forrás is a vulkanizmus következménye a szigeten. A kőzetek közötti repedésekbe beszivárgó víz ugyanis – a felszín közeli forró vulkáni anyagok hatására – gyorsan felmelegszik, és a mélybe jutva nagy nyomás alá kerül. Időszakonként aztán forró szökőkútként, gejzírként tör a magasba. (Meleg vizükkel melegházakat, szabadtéri fürdőket fűtenek és energiát termelnek.) A sziget a jég országa is (Izland=jeges föld). Területének több mint tizedét hatalmas gleccserek borítják. A rájuk hulló lávától megolvadva gyakran hatalmas árvizeket okoznak.

### Vízrajza
Európa folyóinak többsége az Atlanti-óceánba és a Földközi-tengerbe, illetve melléktengereikbe viszi vizét. A nyílt óceánba ömlő folyók általában tölcsértorkolatúak, míg a Földközi-tengerbe igyekvők deltát építenek. Európa legnagyobb folyója a Kaszpi-tengert deltatorkolattal elérő Volga. Vízgyűjtője, a Kelet-európai-síkság keleti része lefolyástalan terület. A síkság másik két folyója, a Dnyeper és a Don a Fekete-tengerbe ömlik. Közép-Európa fő folyója a Duna. Közel 3000 km-t fut be, míg deltája eléri a Fekete-tengert. Nyugat-Európa két leghosszabb folyója a Rajna és az Elba. Az előbbit csatorna köti össze a Dunával. Az Atlanti-óceánt közvetlenül éri el a Loire és a Tajo. Dél-Európa Földközi-tengerbe ömlő folyói általában kisebbek. Közöttük legjelentősebb a Rhône, a Pó és az Ebro. Európa területén sok a tó. Északon a jégvájta mélyedéseket töltik ki. A kelet-európai síkság legnagyobb tava, a Ladoga-tó is így keletkezett. A magashegységekben található apró, kristálytiszta vizű tavak, a „tengerszemek” medencéit is jég vájta ki. A jégárak morénasáncai gátolták el az Alpok peremén Európa legszebb tavainak füzérét. (Tagjai pl. a Garda-tó, a Largo Maggiore, a Comói-tó.) Süllyedékben keletkezett Közép-Európa legnagyobb tava, a Balaton.

## Éghajlat és élővilág

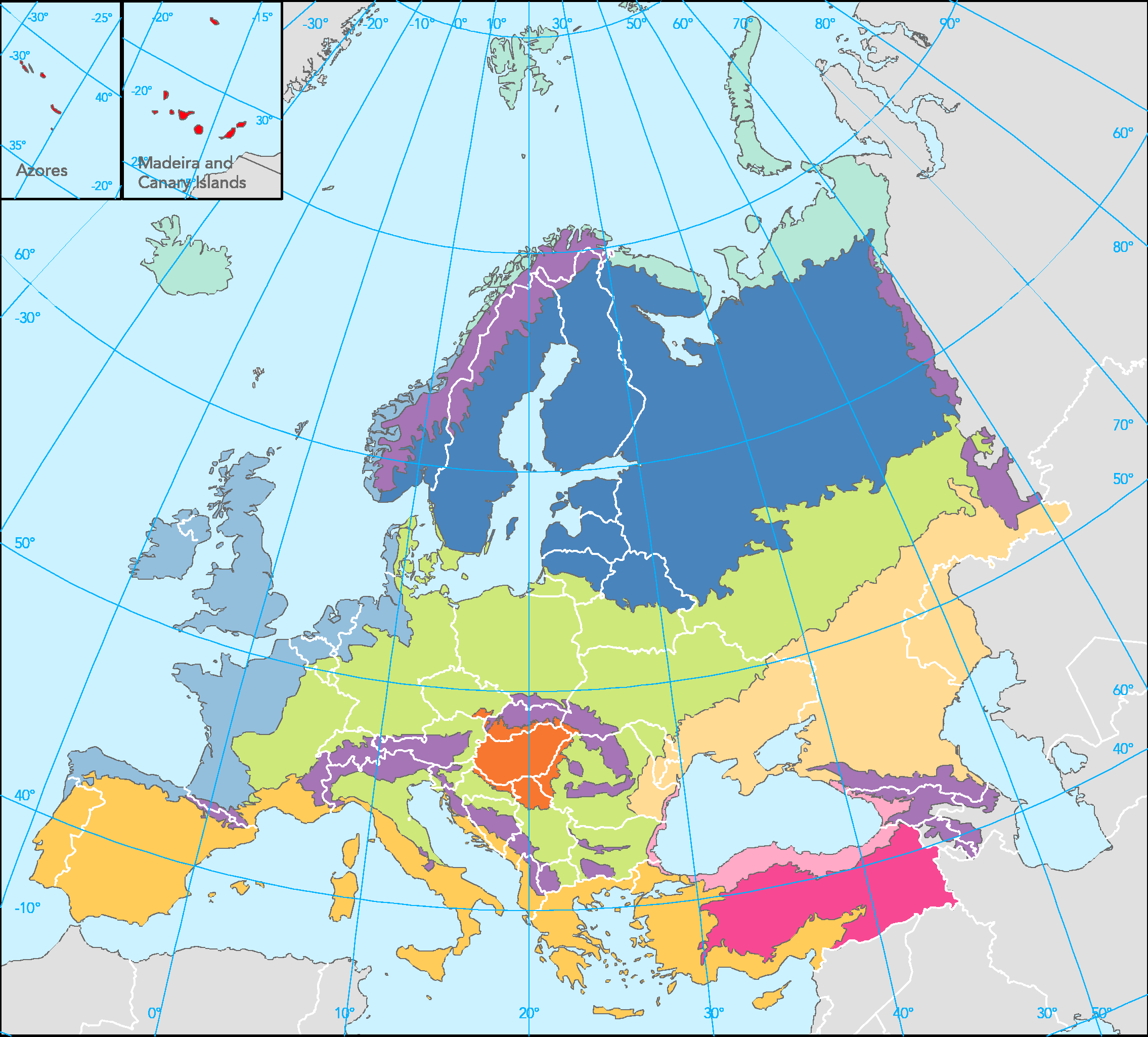
Európa természetföldrajzi övei

Európa mérsékelt övezetében a nyugati szelek hatása a szárazföld belseje felé egyre csökken. Emiatt módosul a természetföldrajzi tényezők változásának általában É-D-i iránya. Az óceáni éghajlatú tájakon, az Atlanti-óceán partvidéke a természetes növénytakaró a lombhullató erdő tölgyesekkel, bükkösökkel. Helyükön ma már többnyire rétek, legelők szántókat találunk. Az 1750-es évek óta a kontinensen 10 százalékkal nőtt az erdőterület. (1750-ben 1 934 000 km² erdőterület volt, ami 196 000 km²-rel nőtt 2010-re. Ekkor 2 130 000 km² erdőterület borította a kontinenst.) Több országban telepített fenyőerdő váltotta fel a korábbi lombhullató erdőterületeket. Ez a változás a faállomány összetételében 0,12 °C-kal emelte meg az európai nyarak átlaghőmérsékletét, mivel a sötétebb színű fenyvesek lombozata magába szívja a nap melegét. Az erdők alatt barna erdőtalajok képződtek. Az állatvilág a szárazföldi éghajlatú tájakkal jórészt azonos. A folyók bővizűek és egyenletes vízjárásúak. Az óceántól távolodva, kelet felé az éghajlat nedves kontinentális. Az óceáni éghajlatnál melegebb nyarak, hidegebb telek jellemzik. A csapadék kevesebb, és a legtöbb nyár elején hullik. (Magyarország éghajlata is ilyen.) A természetes növénytakaró a lombhullató erdő, mely a szárazföld belseje felé ligetes mezőségekké ritkul. Állatvilágát sünök, vakondok, pockok, mókusok, egerek, nyulak, őzek, vadmacskák adják. Jellemző talaja a barna erdőtalaj. A belső területeken a száraz kontinentális éghajlat alakult ki. Itt már nagyobb az évi közepes hőingás, a csapadék pedig egyre kevesebb. A természetes növénytakaró az erdős és füves puszta. Alattuk mezőségi talajok (feketeföld) képződtek. A kontinentális területek természetes növénytakarójának helyét ma már többnyire szántóföldek foglalják el. A folyók vízjárása az egyenlőtlen csapadékleoszlás miatt, ingadozó. A meleg mérsékelt övben Európában mediterrán éghajlat van. A nyár forró és száraz. Ősszel és télen az óceán felől fújó nyugati szél csapadékot hoz. A folyók a száraz időszakban szinte kiszáradnak, télen áradnak. A természetes növénytakaró, a keménylombú erdőket sok helyen kiirtották. Helyüket szúrós, örökzöld cserjék foglalják el. A erdők alatt fahéjszínű talaj és terra rossa (vörösföld) képződött. Az állatvilág átmeneti jellegű, fajai a szomszéd területekkel azonos. Európa hideg mérsékelt övének tajga éghajlata a sarkkörtől délre húzódik. Ez a Föld legnagyobb összefüggő területű fenyőerdeje. A 30–40 m magas, oszlopszerű vörös- és cirbolyafenyők között különféle prémes állatok (coboly, hermelin stb.), ragadozók rejtőzködnek. A kontinens viszonylag kis területén, a sarkkör tájékán megtalálható a hideg övezet és természetes növényzete, a tundra is. A magashegységekben hegyvidéki az éghajlat.
Sok európai állatfaj nálunk őshonos, de nem mindegyik európai állat (földközi-tengeri vakond, pávaszemes gyík, mór teknős, barlangi vakgőte, szirtifogoly, pireneusi pézsmacickány stb.). Magyarországon a legtöbb madárfaj védett, viszont minden hüllő- és kétéltűfaj védett.

## Történelem
Szócikk: Európa történelme

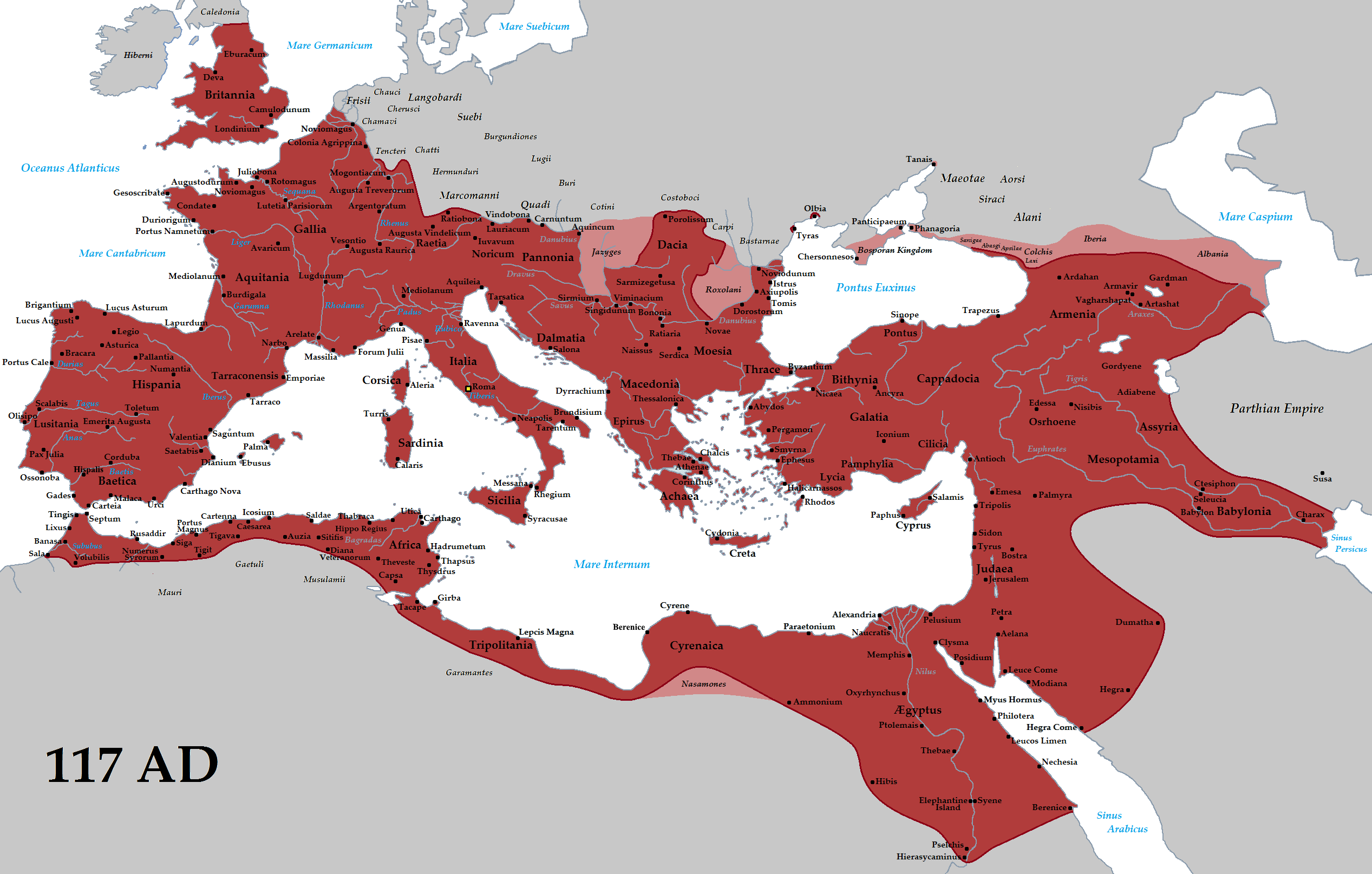
A Római Birodalom legnagyobb kiterjedése idején, Kr.u. 117-ben, Traianus császár uralkodása alatt

Európa kulturális és gazdasági fejlődése egészen a bronzkorig nyúlik vissza. A nyugati kultúrák forrásának általában az ókori görögöket tekintik. A Római Birodalom évszázadokon keresztül birtokolta a kontinens mintegy felét. Bukása után a fejlődés hosszú időre szinte teljesen megállt, abban a korban, amit a felvilágosodás gondolkodói a sötét kornak, a mai történészek pedig egyszerűen középkornak neveznek. Ebben az időszakban kis közösségek, például kolostorok őrizték féltve a nehezen megszerzett tudást. Ez a korszak a reneszánsszal ért véget, amikor a felfedezések és a tudomány fejlődésének korszaka következett. A 15. századtól az európai nemzetek – különösen Spanyolország, Portugália, Franciaország és Anglia – hatalmas birodalmakat építettek, afrikai, amerikai és ázsiai gyarmatokkal. Az ipari forradalom Európában a 18. században kezdődött, és általános gazdagodáshoz, valamint a népesség növekedéséhez vezetett. A második világháború után, egészen a hidegháború végéig, Európa két nagy politikai és gazdasági tömbre osztódott: kommunista országokra Közép- és Kelet-Európában, és kapitalista országokra Nyugat-Európában. 1990 körül a kommunista blokk felbomlott.

## Demográfia

Európa népességének alakulása, a sötétkékkel jelölt országok lakossága nő, a halványkékkel jelölt országok lakossága csökken (2009)

Népsűrűség a NUTS-3 régiók alapján (2017)

A népesség hány százaléka legalább 65 éves, illetve annál idősebb.
2008 és 2018-as adatok.
Forrás: Eurostat

Európa területét a délről és keletről érkező bevándorlók kezdték benépesíteni. Afrikából mintegy 200 000 éve érte el a földrészt a mai ember (Homo sapiens) első nagyobb terjeszkedési hulláma. Az Ázsiából ideáramló embercsoportok 60-80 ezer éve telepedtek le a kontinens területén. A népesség az újkor elején csak lassan növekedett, mivel a háborúk és a járványok folyamatosan tizedelték a lakosságot. A 18. század ugrásszerű ipari fejlődése az életkörülmények jelentős javulását eredményezte. Csökkent a halálozási arány, a népességszám pedig gyors növekedésnek indult. A legerősebb népességgyarapodás idején, az 1900-as években már Európában tömörült a világ népességének 1/4-e, de azóta ez az arány fokozatosan csökken. Sok európai országban – köztük Magyarországon is – már fogy a lakosság, és korösszetétele inkább az idősebb korosztály fele tolódik el.
Európa és a világ népességének növekedése:
| Év         | Európa (millió fő) | Világ (millió fő) | Európa aránya a világ népességén belül (százalékban) |
| ---------- | ------------------ | ----------------- | ---------------------------------------------------- |
| i. e. 4000 | 6                  | -                 | -                                                    |
| i. sz. 1   | 33                 | 252               | 13                                                   |
| 200        | 46                 | 257               | 18                                                   |
| 600        | 23                 | 208               | 11                                                   |
| 1340       | 80                 | 442               | 18                                                   |
| 1400       | 56                 | 375               | 15                                                   |
| 1650       | 105                | 620               | 17                                                   |
| 1850       | 270                | 1241              | 22                                                   |
| 1900       | 400                | 1634              | 25                                                   |
| 1950       | 530                | 2530              | 21                                                   |
| 1995       | 700                | 5650              | 12                                                   |
| 2004       | 706                | 6248              | 11                                                   |
| 2020       | 748                | 7800              | 9,5                                                  |

### Népsűrűség
Sokáig Európa népsűrűsége volt a legnagyobb a Földön, de Ázsia már megelőzte. A lakosság egyenlőtlenül oszlik el. Nyugat-Európa ipari vidékei sűrűbben lakottak. A városok, városkörnyékek összeolvadásával itt is létrejöttek várostömörülések (agglomerációk). Ilyen pl. a németországi Ruhr-vidék. Alacsony viszont a népsűrűség Észak- és Kelet-Európában.

### Demográfiai adatok
Európa tíz legnépesebb országának, – nevezetesen Oroszországnak, Németországnak, Franciaországnak, az Egyesült Királyságnak, Olaszországnak, Spanyolországnak, Ukrajnának, Lengyelországnak, Romániának és Hollandiának – az összesített demográfiai adatai 1960-tól:

| Év   | Népesség    | Születések (/ év) | Halálozások (/ év) | Természetes változás (számban / év) | Születési arány (‰) | Halálozási ráta (‰) | Természetes változás (ezrelék / év) | Termékenységi ráta |
| ---- | ----------- | ----------------- | ------------------ | ----------------------------------- | ------------------- | ------------------- | ----------------------------------- | ------------------ |
| 1960 | 472 984 000 | 9 495 261         | 4 406 579          | 5 088 682                           | 20,1                | 9,3                 | 10,8                                |                    |
| 1965 | 497 814 000 | 8 602 781         | 4 666 770          | 3 936 011                           | 17,3                | 9,4                 | 7,9                                 |                    |
| 1970 | 514 720 000 | 8 202 009         | 5 097 456          | 3 104 553                           | 15,9                | 9,9                 | 6,0                                 |                    |
| 1975 | 534 344 000 | 7 806 960         | 5 471 774          | 2 335 186                           | 14,6                | 10,2                | 4,4                                 |                    |
| 1980 | 543 400 000 | 7 849 556         | 5 793 550          | 2 056 006                           | 14,4                | 10,7                | 3,7                                 |                    |
| 1985 | 552 782 000 | 7 719 036         | 6 006 415          | 1 712 621                           | 14,0                | 10,9                | 3,1                                 |                    |
| 1990 | 570 728 000 | 7 135 726         | 6 011 059          | 1 124 667                           | 12,5                | 10,5                | 2,0                                 |                    |
| 1995 | 570 511 000 | 5 843 174         | 6 752 958          | -909 784                            | 10,2                | 11,8                | -1,6                                |                    |
| 2000 | 570 287 000 | 5 632 895         | 6 646 448          | -1 013 553                          | 9,9                 | 11,3                | -1,4                                |                    |
| 2005 | 571 421 000 | 5 868 443         | 6 727 424          | -858 931                            | 10,3                | 11,8                | -1,5                                |                    |
| 2010 | 577 607 000 | 6 430 894         | 6 429 681          | 1 213                               | 11,1                | 11,1                | 0                                   |                    |
| 2015 | 583 539 000 | 6 257 490         | 6 483 529          | -226 039                            | 10,7                | 11,1                | -0,4                                |                    |

### A népesség változása
Európa az ENSZ alapján becsült népessége 2015-ben 741 millió fő volt, ekkor a világ népességénk már kicsit kevesebb mint 11%-át adta. Az Európai Unió népessége 2015-ben 509 millió fő volt. A népesség elöregedése napjainkban a legtöbb európai országban megfigyelhető, de ennek okai országonként eltérőek.

### Nyelvek

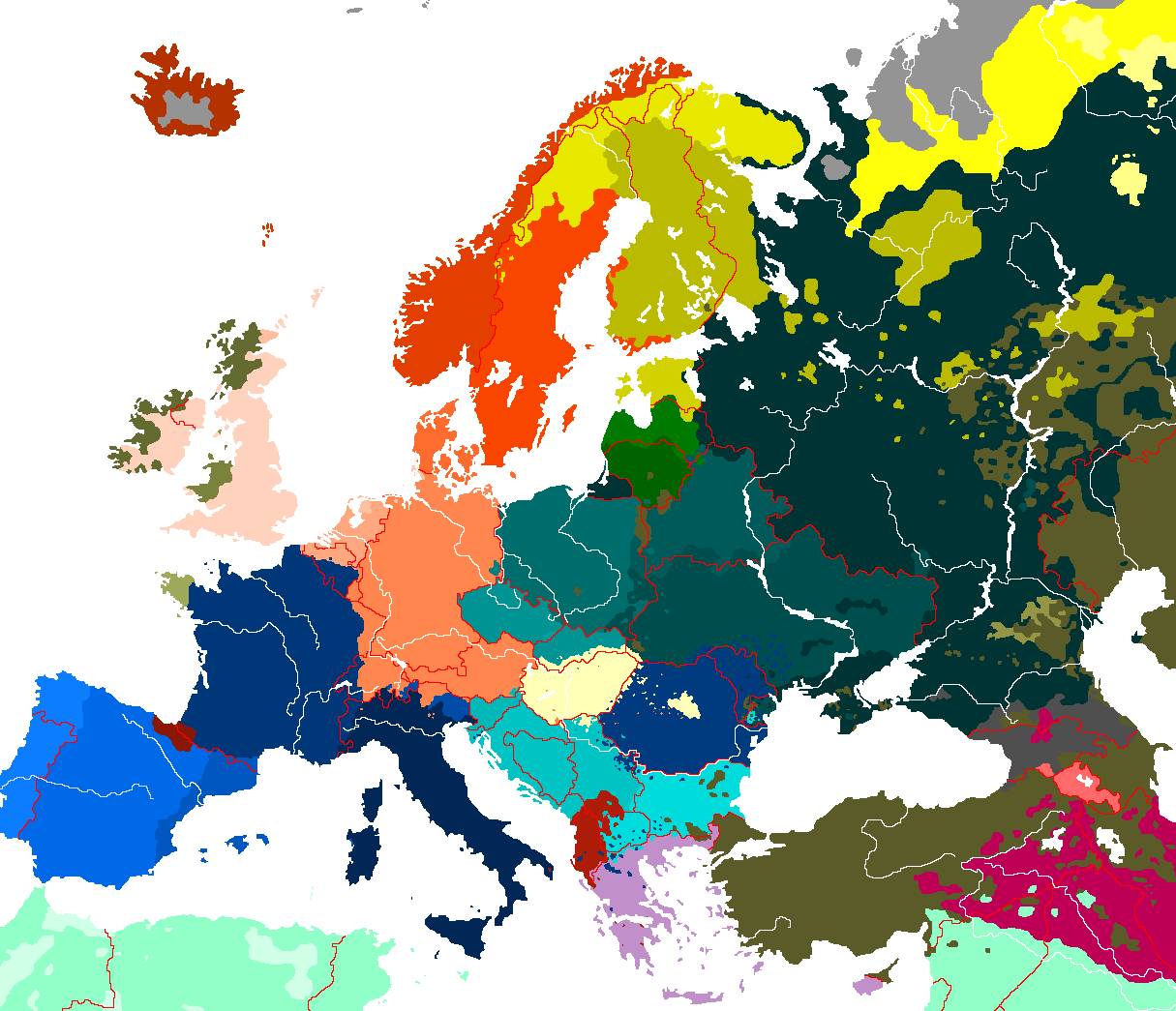
Európa nyelvei

A történelmi fejlődés Európa lakosságát is igen kevertté tette. A népesség 90%-ának a nyelve mégis közös eredetre vezethető vissza: az indoeurópai nyelvre. Az indoeurópai nyelveket (szláv, germán, újlatin, albán, görög, kelta, balti) beszélők mellett más nyelvcsaládoknak (uráli nyelvcsalád (finnugor és szamojéd ággal), altaji nyelvcsalád, baszk, kaukázusi nyelvek) csak kisebb szigetei vannak.
Főbb csoportok:

Európa főbb nyelveinek eloszlása

- Újlatin nyelvek, beleértve az aromán, frankoprovanszál, katalán, korzikai, francia és más oïl nyelvek, friuli, galíciai, isztroromán, olasz, ladino, meglenoromán, okcitán, portugál, román, romans, szárd és a spanyol.
- Germán nyelvek, beleértve a dán, holland, angol, feröeri, fríz, német, izlandi, limburgi, alsószász, luxemburgi, norvég, skót, svéd és jiddis nyelvet.
- Szláv nyelvek, beleértve a fehérorosz, bosnyák, bolgár, horvát, cseh, kasub, macedón, montenegrói, lengyel, orosz, ruszin, ruszin, szerb, szlovák, szlovén, szorb és ukrán nyelvet.

Három önálló indoeurópai nyelv nem tartozik nagyobb alcsoportokba, ezek:
- görög (körülbelül 12 millió)
- albán (körülbelül 9 millió)
- örmény (körülbelül 3,5 millió)

Ezenkívül vannak kisebb alcsoportok az európai indoeurópai nyelveken belül:
- balti nyelvek, beleértve a a lett, a litván, szamogit és latgal.
- kelta nyelvek, beleértve a bretont, a kornit, az ír, a manx, a walesi és a skót gaelt.
- iráni nyelvek, főként oszétiai a Kaukázusban, valamint kurd Anatóliában .
- indoárja nyelveket a cigány nyelv képviseli, és alapjában rokon az indiai árja nyelvekkel az indiai szubkontinensen.

Az indoeurópai nyelveken kívül vannak más nyelvcsaládok is az európai kontinensen, amelyek egyáltalán nem kapcsolódnak az indoeurópaihoz:
- Uráli nyelvek, köztük az észt, a finn, a magyar, a komi, a lív, a mari, a mordvin, a számi, a szamojéd és az udmurt.
- Török nyelvek, beleértve az azeri, baskír, csuvas, gagauz, kazah, nogai, tatár és török nyelvet.
- Sémi nyelvek, többek között: asszír új-arámi (Törökország keleti részén és a Kaukázus egyes részein beszélik az asszír keresztények), héber (a zsidó lakosság beszéli) és a máltai. Arabul beszél a Közel-Keletről és Észak-Afrikából származó vendégmunkás és migráns közösség.
- Kartvél nyelvek (más néven dél-kaukázusi nyelvek ), köztük a grúz, a láz, a mingrél, a szván.
- Északnyugat-kaukázusi nyelvek, beleértve az abház, abaza, adyghe, cserkesz, kabard és Ubykh nyelveket.
- Északkelet-kaukázusi nyelvek, beleértve a csecsen, dargin, ingus, lak nyelveket.
- Nyelvi izolátumok: A baszk, amelyet Spanyolország és Franciaország baszk régióiban beszélnek, egy izolált nyelv, az egyetlen Európában, és úgy vélik, hogy nem kapcsolódik más élő vagy kihalt nyelvhez.
- A mongol nyelvek, amelyeket Oroszországban beszélnek.

### Etnikumok, nemzetek
Nyolc olyan nemzet él Európában, amelynek a népessége meghaladja a 30 milliót (az adatok csak az európai régióra vonatkoznak):
- oroszok (körülbelül 90 millió)
- németek (kb. 82 millió)
- britek (kb. 66 millió)
- franciák (kb. 65 millió)
- olaszok (kb. 59 millió)
- spanyolok (kb. 46-50 millió)
- ukránok (kb. 40-45 millió)
- lengyelek (kb. 39-40 millió)

#### Embertípusok
Az Európában élő embertípusok külső megjelenése változatos. Az északon élők magasabbak, bőrük, hajuk, szemük színe világosabb. A déli területek lakói alacsonyabbak, hajuk, bőr- és szemszínük sötétebb.

### Bevándorlás
A volt gyarmattartó hatalmak, mint Franciaország, Nagy-Britannia, Hollandia, Belgium, Spanyolország és Portugália számára a legtöbb bevándorló és utódaik az egykori gyarmataikról származnak, Afrikából, Amerikából és Ázsiából. Rajtuk kívül Németország, Ausztria, Svájc; de Hollandia és Belgium is az 1960-as évektől toborzott török és marokkói vendégmunkásokat, és ezekben az országokban sok bevándorló kötődik az ilyen toborzási programokhoz.
A marokkói bevándorlók az 1980-as évektől kezdtek nagyobb számban érkezni Spanyolországba és Olaszországba, a jobb életszínvonal és a munkalehetőségek miatt. A skandináv országokban, Svédországban, Dániában, Norvégiában és Finnországban a nem európai bevándorlók zöme menekült és menedékkérő a Közel-Keletről, Kelet-Afrikából és a világ más régióiból, akik az 1980-as és 1990-es évek óta érkeznek.
A növekvő globalizáció a világ minden tájáról származó diákok, szakemberek és dolgozók jelentős csoportját hozta be az európai nagyvárosokba, különösen Londonba, Párizsba és Frankfurtba. Az EU kék kártya 2009 májusi bevezetése tovább növelte a kontinensen kívülről érkező szakképzett, hivatalos úton érkező bevándorlók számát.
2015-től az Európán kívülről érkező menedékkérők száma jelentősen megnőtt az európai migránsválság idején.
Egyes kutatók azt mondják, hogy a migránshullámok arányának növekedése főleg a szegény és gazdag országok közötti globális egyenlőtlenségeknek köszönhető.
2017-ben körülbelül 825 ezer személy szerezte meg az Európai Unió valamely tagállamának állampolgárságát, szemben a 2016-os év 995 ezer fős számával. A legnagyobb csoportok Marokkó, Albánia, India, Törökország és Pakisztán állampolgárai voltak. 2017-ben 2,4 millió nem EU-s tag ország migránsa lépett be az EU területére.

#### Skandinávia
Az alábbi táblázat azt mutatja, hogy az északi skandináv országokban a népesség hány százaléka bevándorló, vagy bevándorló szülők gyermeke. 2000–2020-as adatok:
| No. | ország     | 2000  | 2010  | 2015  | 2016  | 2017  | 2020  |
| --- | ---------- | ----- | ----- | ----- | ----- | ----- | ----- |
| 1   | Svédország | 14.5% | 19.1% | 21.5% | 22.2% | 23.2% | 25.5% |
| 2   | Norvégia   | 6.3%  | 11.4% | 15.6% | 16.3% | 16.8% | 18.2% |
| 3   | Izland     | 3.2%  | 8.9%  | 10.0% | 10.8% | 12.0% | 15.6% |
| 4   | Dánia      | 7.1%  | 9.8%  | 11.6% | 12.3% | 12.9% | 13.9% |
| 5   | Finnország | 2.9%  | 4.4%  | 6.2%  | 6.6%  | 7.0%  | 7.9%  |

### Vallás

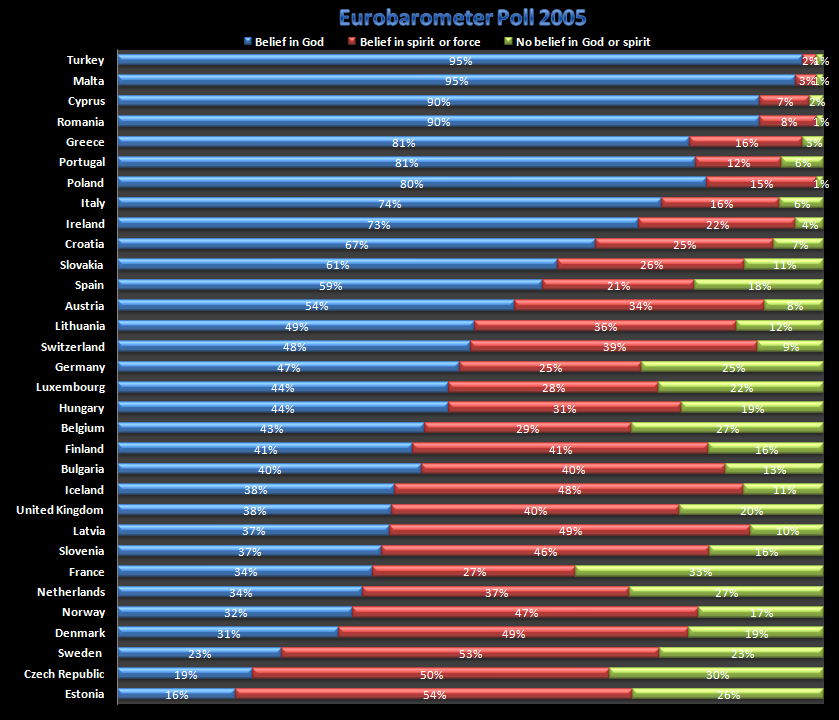
Isten-hit országok alapján
- hisz Isten létezésében
- hisz valamiféle természetfelettiben
- nem hisz egyikben sem

A vallások közül legelterjedtebb a kereszténység. Ezen belül Dél-Európában, valamint Közép-Európa és Nyugat-Európa egyes részein a katolikus vallás terjedt el.
Észak-Európában, továbbá Nyugat-Európa és Közép-Európa más részein a protestáns felekezetek jellemzők, míg Kelet- és Délkelet-Európában az ortodox kereszténység.
Iszlám vallásúak nagyobb tömbben a Balkán-félszigeten élnek, ugyanakkor jelentős bevándorló közösségek vannak Európa-szerte. A zsidók Európában szétszórtan élnek.

#### Katolikus védőszentek
A kontinens katolikus védőszentjei: Nursiai Szent Benedek, Szent Cirill és Metód, Sziénai Szent Katalin, Keresztes Szent Terézia Benedikta és Svéd Szent Brigitta .

### Legnépesebb agglomerációk
| Agglomeráció neve                    | Ország             | Népesség (agglomeráció) (2020) | Eurostat Metropolitan region (2019) | Eurostat Metropolitan region (2018) | ESPON Functional Urban Area (2006) | OECD Metropolitan region (2016) |
| ------------------------------------ | ------------------ | ------------------------------ | ----------------------------------- | ----------------------------------- | ---------------------------------- | ------------------------------- |
| Moszkva                              | Oroszország        | 17,300,000                     | N/A                                 | N/A                                 | N/A                                | N/A                             |
| Isztambul (az ázsiai résszel együtt) | Törökország        | 16,000,000                     | N/A                                 | N/A                                 | N/A                                | 11 400 000                      |
| Nagy-London                          | Egyesült Királyság | 14,800,000                     | 14,372,596                          | 14,257,962                          | 11 203 000                         | 11,984,435                      |
| Párizs                               | Franciaország      | 11,400,000                     | 12,244,807                          | 12,183,893                          | 11 175 000                         | 12,006,868                      |
| Madrid                               | Spanyolország      | 6,550,000                      | 6,641,649                           | 6,549,520                           | 5 263 000                          | 6,633,278                       |
| Milánó                               | Olaszország        | 6,200,000                      | 4,354,448                           | 4,336,121                           | 7,636,000                          | 5,101,065                       |
| Ruhr-vidék                           | Németország        | 5,700,000                      | 5,111,530                           | 5,113,487                           | 5 376 000                          | 5,102,104                       |
| Szentpétervár                        | Oroszország        | 5,650,000                      | N/A                                 | N/A                                 | N/A                                | N/A                             |
| Barcelona                            | Spanyolország      | 5,185,905                      | 5,575,204                           | 5,514,881                           | 4 082 000                          | 3,969,628                       |

## Régiók
Európa hat földrajzi régiója és államaik:

Európa regionális felosztása a The World Factbook alapján
Észak-Európa
Nyugat-Európa
Közép-Európa
Dél-Európa
Délkelet-Európa
Délnyugat-Európa
Kelet-Európa
Északnyugat-Afrika
Délnyugat-Ázsia
Észak-Ázsia
Közép-Ázsia
Közel-Kelet

Európa regionális felosztása a német földrajzinév-bizottság (StAGN) állásfoglalása alapján

- Dél-Európa
  - Málta
  - Olaszország,[32] San Marino, Vatikán (együtt: az Appennini-félsziget államai)
  - Spanyolország, Portugália, Andorra (együtt: az Ibériai-félsziget államai)[33]
- Észak-Európa
  - Izland, Finnország (a skandináv országokkal együtt: északi államok)
  - Norvégia, Svédország, Dánia (együtt: Skandináv országok)
- Délkelet-Európa (a Balkán-félsziget államai)[34]
  - Horvátország,[35] Bosznia-Hercegovina, Szerbia,[36] Montenegró, Koszovó, Albánia, Észak-Macedónia, Görögország, Bulgária, Törökország (európai rész)
- Kelet-Európa
  - Fehéroroszország,[37] Ukrajna,[38] Moldova, Grúzia (európai rész), Oroszország (európai rész),[39] Kazahsztán (európai rész), Azerbajdzsán (európai rész) (együtt: Európai FÁK-államok)
  - Észtország, Lettország, Litvánia (együtt: Balti országok)[40]
- Közép-Európa
  - Lengyelország, Csehország, Szlovákia, Magyarország (visegrádi országok)
  - Németország
  - Románia[41]
  - Svájc, Liechtenstein, Ausztria, Szlovénia (alpesi országok)
- Nyugat-Európa
  - Belgium, Hollandia, Luxemburg (együtt: Benelux államok)
  - Egyesült Királyság, Írország (együtt: a Brit-szigetek államai)
  - Franciaország,[42] Monaco[43]

A fentihez képest léteznek eltérő felosztások is, amelyek kevesebb régiót különítenek el (pl. nincs Dél-Európától külön Délkelet-Európa, vagy nincs Közép-Európa, hanem Kelet- vagy Nyugat-Európához sorolják az ottani országokat), vagy akár többet (pl. Északkelet-Európa, Északnyugat-Európa, Délnyugat-Európa vagy Közép-Európát Nyugat-Közép-Európára és Kelet-Közép-Európára osztják). Az egyes országok besorolása sem mindig egyértelmű, az eltérő természetes határok, etnikai és kulturális határok, valamint a történelmi és jelenlegi államhatárok miatt.
Az európai államok területi, lakossági és gazdasági összehasonlító adatait lásd: Európa országai

## Államok és területek

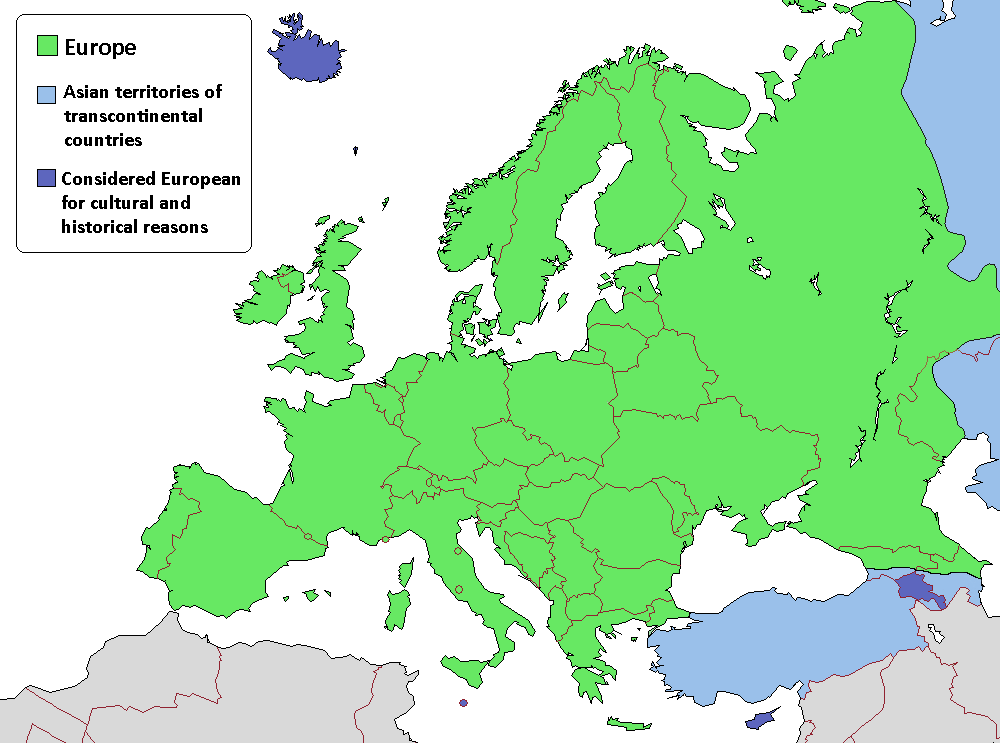
Európa kiterjedése (lásd még transzkontinentális ország):

Attól függően, hogy hol húzzuk meg Európa és Ázsia határát, a 2020-as években 46-49 szuverén állam van, amelyek részben vagy egészben Európában találhatók. Grúzia és Azerbajdzsán hovatartozása, valamint Koszovó és egyéb területek függetlensége vitatott.
A földrajzi értelemben vett Európában jelenleg az alábbi államok és területek találhatók (ábécé-sorrendben):

### Független államok

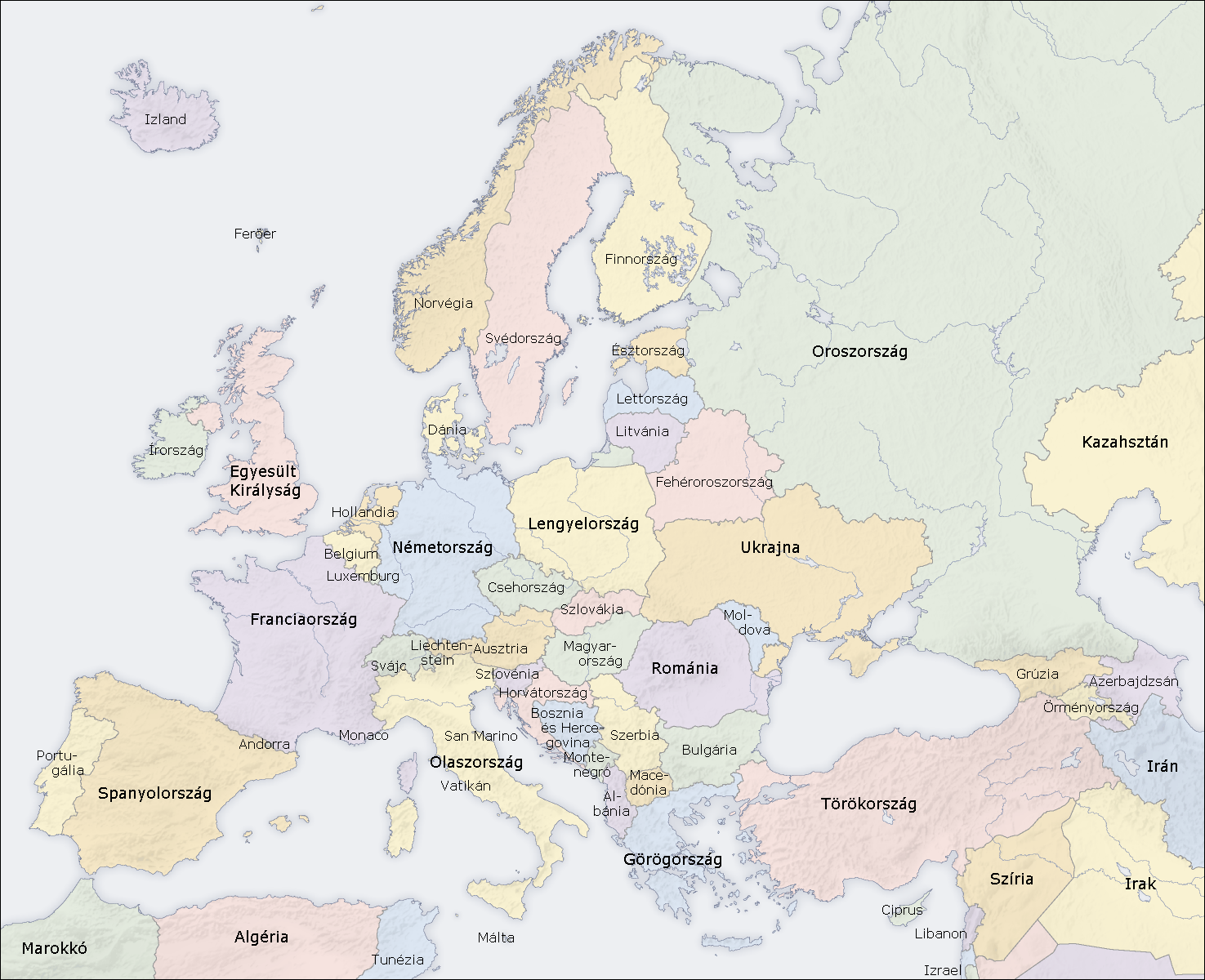
Európa országai

| - Albánia - Andorra - Ausztria - Belgium - Bosznia-Hercegovina - Bulgária - Csehország - Dánia - Egyesült Királyság - Észak-Macedónia - Észtország - Fehéroroszország - Finnország - Franciaország - Görögország - Hollandia - Horvátország - Izland - Írország - Lengyelország - Lettország - Liechtenstein | - Litvánia - Luxemburg - Magyarország - Málta - Moldova - Monaco - Montenegró - Németország - Norvégia - Olaszország - Oroszország - Portugália - Románia - San Marino - Spanyolország - Svédország - Svájc - Szerbia - Szlovákia - Szlovénia - Ukrajna - Vatikán |

### Európához is sorolt egyéb ázsiai államok
- Ciprus[50]
- Örményország[51]

### Kisebb európai területtel is rendelkező ázsiai államok
- Azerbajdzsán[52]
- Grúzia[53][54]
- Kazahsztán[55]
- Törökország[56]

### Vitatott államiságú területek
- Máltai lovagrend [57]

### Függő területek
- Feröer[58]
- Gibraltár[59]
- Guernsey[60]
- Jersey[60]
- Man-sziget[60]
- Akrotíri és Dekélia[61]
- Åland[62]
- Spitzbergák

### Nem elismert, de facto államok
- Abházia[63]
- Dél-Oszétia [63]
- Észak-Ciprus[64]
- Koszovó[65]
- Dnyeszter Menti Köztársaság[66]
- Luganszki Népköztársaság[67]
- Donyecki Népköztársaság[67]

### Mikronemzetek
- Liberland
- Seborga Hercegség
- Sealand Hercegség

## Gazdaság

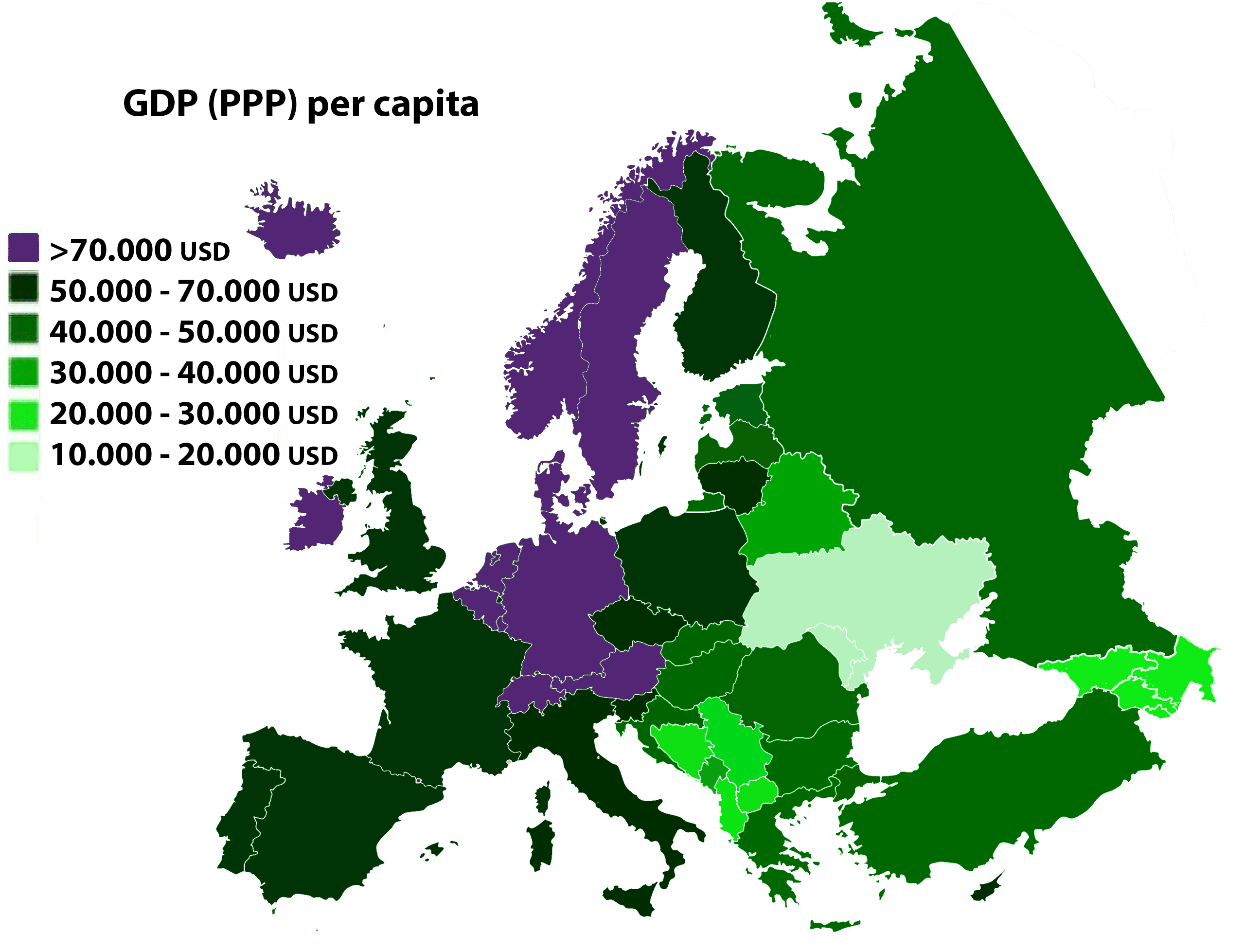
Egy főre jutó GDP (vásárlóerővel kiigazítva) 2021-ben

Európa olyan gazdasági nagyhatalmaknak ad otthont, mint Németország, Oroszország, az Egyesült Királyság, Franciaország, Olaszország, Hollandia. A leggyorsabban fejlődő országok a keleti régióból kerülnek ki: Lengyelország, Csehország, Szlovákia, a balti államok, Ukrajna, Románia...
A legnagyobb európai gazdaságok a 2017-es Nemzetközi Valutaalap adatok alapján (Politikailag gyakran Európához veszik Oroszország és Törökország egészét is):
| No. | ország             | GDP (PPP) millió USD-ban |
| --- | ------------------ | ------------------------ |
| 1   | Németország        | 4,149,573                |
| 2   | Oroszország        | 4,000,096                |
| 3   | Egyesült Királyság | 2,880,254                |
| 4   | Franciaország      | 2,826,456                |
| 5   | Olaszország        | 2,307,073                |
| 6   | Törökország        | 2,249,164                |
| 7   | Spanyolország      | 1,768,574                |
| 8   | Lengyelország      | 1,110,735                |
| 9   | Hollandia          | 915,175                  |
| 10  | Belgium            | 526,434                  |

### Észak-Európa országainak gazdasága
Nyolc ország, 1,5 millió km², 32-33 millió ember; röviden ez Észak-Európa. Területét zömében egymással rokon népek, germánok lakják. Csupán a lakosság 20%-át kitevő finnek és lappok tartoznak finnugor nyelvcsaládhoz. Az észak-európai országok Dánia kivételével ritkán lakottak. A népesség területi feloszlása az éghajlathoz és a megművelhető földterületekhez igazodott. Életszínvonaluk magas, amit termelésük technikai színvonalának, szakmunkás gárdájuknak, minőségi termékeiknek köszönhetnek. Ehhez számos nyersanyagot és energiahordozót külföldről vásárolnak.
| Ország     | Terület     | Népesség   | Népsűrűség   | Főváros    | GDP (2012)    |
| ---------- | ----------- | ---------- | ------------ | ---------- | ------------- |
| Norvégia   | 324 220 km² | 5 328 212  | 16,4 fő/km²  | Oslo       | 97 255 USD/fő |
| Dánia      | 43 094 km²  | 5 827 463  | 135,2 fő/km² | Koppenhága | 59 928 USD/fő |
| Svédország | 449 963 km² | 10 327 589 | 22,9 fő/km²  | Stockholm  | 56 956 USD/fő |
| Finnország | 337 030 km² | 5 522 858  | 16,4 fő/km²  | Helsinki   | 49 349 USD/fő |
| Izland     | 103 000 km² | 357 050    | 3,5 fő/km²   | Reykjavík  | 43 088 USD/fő |
| Észtország | 45 226 km²  | 1 324 820  | 29,3 fő/km²  | Tallinn    | 16 583 USD/fő |
| Litvánia   | 65 200 km²  | 2 790 842  | 42,8 fő/km²  | Vilnius    | 13 075 USD/fő |
| Lettország | 64 589 km²  | 1 934 379  | 30,0 fő/km²  | Riga       | 12 671 USD/fő |

GDP: 2011-es adatok alapján

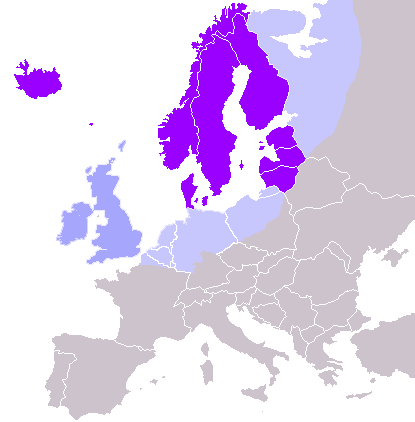
Észak-Európa országai (sötétlilával)

Észak-Európa gazdaságban mindig fontos szerepe volt a tengernek, és a hajózásnak. A Botteni- és a Finn-öböl vizén kialakuló jégpáncél miatt azonban csak a nyári időszakban közlekedhetnek a hajók. A halászat, a halfeldolgozás exportképes ágazata az országoknak, amihez szorosan kapcsolódik a hajóépítés is. Az északi országok energiaszükségletük nagy részét vízerőművekből nyerik. A természeti adottságaikat (tenger, ásványkincsek, erdők, vízenergia) észszerűen hasznosítják. Nagy fokú szakosodással, az informatikában, a hírközlésben, az internetcsatlakozások számában sok fejlett európai államot megelőznek.
Norvégia a Skandináv-félsziget nyugati részén fekvő ország. Az országban a tengerhajózás évezredes múltra tekint vissza (kezdve a vikingekkel). Ma is hatalmas kereskedelmi flottát tart fönn. A tengerpartja egész évben jelentős halászterület, mert a part mentén haladó meleg tengeráramlás a hideg parti vizekkel keveredve gazdag halzsákmányt biztosít. Az Északi-tenger kőolaj- és földgázlelőhelyeit az 1970-es évektől kutatták fel. Ma Norvégia Európa egyik legnagyobb kőolajtermelője. A sok rövid, de nagy esésű folyók olcsó vízenergiához juttatja az országot. Erre épült a külföldről behozott nyersanyagokat feldolgozó alumíniumkohászat, színesfém-kohászat és elektrokémiai ipar.

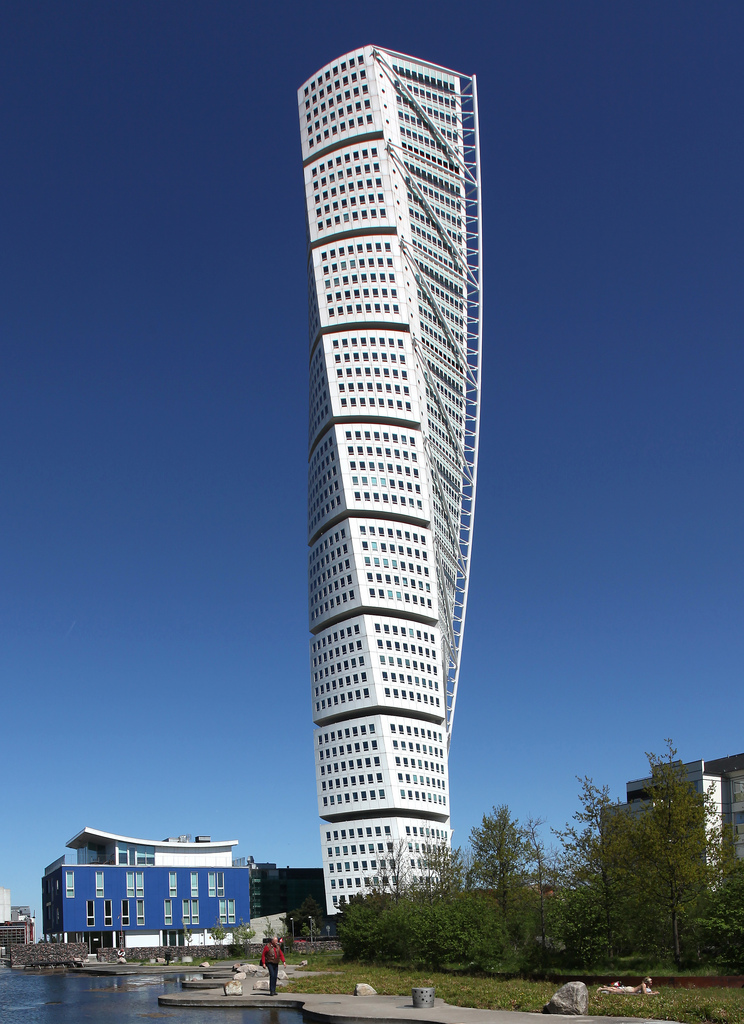
Egy svéd felhőkarcoló, a Turning Torso Malmőben

Svédország a Skandináv-félsziget nagyobb, keleti részén fekszik. A világháborúk pusztításaitól a semlegessége megóvta az országot, sőt kereskedelmi kapcsolatai fellendülését is segítette. Óriási monopóliumi világszerte elismertek, leányvállalataik termelése sok esetben meghaladja az anyaországban működő gyárakét. Legismertebbek, a golyóscsapágyakat gyártó SKF, az elektrotechnikai berendezéseket gyártó Asea-BB, a gépkocsigyártó Volvo, a híradástechnikában az Ericsson, a háztartási gépek gyártásában vezető Electrolux. Kiemelkedő szerepét a nemzetközi munkamegosztásban a nagy szakképzettséget kívánó, munkaigényes, sokoldalú korszerű gépiparának köszönheti. Ennek alapja a jó minőségű hazai vasérc, amelyből acélt állítanak elő. Jelentős mennyiség jut kivitelre is. Fő vásárlói a Benelux államok és Németország, ahonnan a hajók visszaútjukon kokszot hoznak. A kohászat központjai így a bányavidékekre és a kikötővárosokba összpontosulnak. A vasgyártásnál felhasználják az ócskavasat is. A vegyipar gyógyszereket és robbanóanyagokat gyárt. A főváros, Stockholm mellett üzemel a híres Nobel Művek (gyógyszer- és robbanóanyag-gyártás). A könnyűiparban a faiparé a vezető szerep. Világhírű a svéd gyufagyártás. A bútoripar (az IKEA révén) világméretű üzlethálózattal rendelkezik.
Az „Ezer tó” országaként emlegetik Finnországot. Területének 2/3-át erdőségek borítják, ez a gazdaság legfőbb természeti erőforrása. Finnország a világ egyik legnagyobb faipari exportőre, nagy fűrészáru-, cellulóz- és papírkivitellel. A Finn-ősföld sokféle ércet, pl. piritet rejt. Ezek feldolgozása a Botteni-öböl partján fekvő településeken történik. A finn ipar sikerágazata a telekommunikációs rendszerek gyártása, települése, üzemeltetése. A Nokia a mobiltelefonok gyártásában szerzett világelsőséget.
Dánia az Északi- és a Balti-tenger közti Jylland-félszigeten, és az attól keletre elterülő két nagyobb és több száz kis szigeten foglal helyet. Dánia természeti adottságai a mezőgazdaság számára kedvezőek. Területén a 19. század végére kialakult a Dán Szövetkezeti Mozgalom. A föld a parasztok tulajdona, rajta egyénileg gazdálkodnak, de a vetőmagot, műtrágyát, gépeket a szövetkezet biztosítja, mely a termékek feldolgozását és értékesítését is elvégzi. A gazdálkodóktól elvárják a kiváló minőségű árukat, így azok versenyképesek a világpiacon. A dán parasztság korszerű művelési módot (agrotechnikát) alkalmaz. Ezt magas színvonalú szakoktatás és szaktanácsadó szolgálat is segíti. A mezőgazdaság vezető ága az állattenyésztés. A nemesített szarvasmarhák célszerű takarmányozással magas tejhozamúak. Jelentős a sertés- és baromfitartás is. Állati termékekből – hús, tej, tojás, tejtermékek, baconszalonna – az ország kivitele számottevő. Az ipar a kevés nyersanyagot, de nagy szakértelmet és jelentős beruházásokat igénylő ágazatok képviseli, pl. műszerek, számítógépek gyártása.

### Nyugat-Európa országainak gazdasága
Nyugat-Európa régiójához hat ország tartozik: Franciaország, a Benelux-államok (Belgium, Hollandia, Luxemburg) az Egyesült Királyság és Írország. Ezen országok nemcsak Európára és az Európai Unióra vannak jelentős hatással, hanem az egész világ gazdaságára.
| Ország             | Terület (km²) | Népesség (2019-20) | Népsűrűség (fő/km²), (2019-20) | Főváros    | GDP (PPP)/ fő (USD, 2019) |
| ------------------ | ------------- | ------------------ | ------------------------------ | ---------- | ------------------------- |
| Franciaország      | 547030        | 67 800 000         | 124                            | Párizs     | 49 799                    |
| Egyesült Királyság | 244820        | 67 880 000         | 280                            | London     | 48 727                    |
| Írország           | 70273         | 4 900 000          | 70                             | Dublin     | 91 959                    |
| Belgium            | 30510         | 11 500 000         | 375                            | Brüsszel   | 54 029                    |
| Hollandia          | 41526         | 17 600 000         | 424                            | Amszterdam | 59 693                    |
| Luxemburg          | 2586          | 613 900            | 237                            | Luxemburg  | 120 490                   |

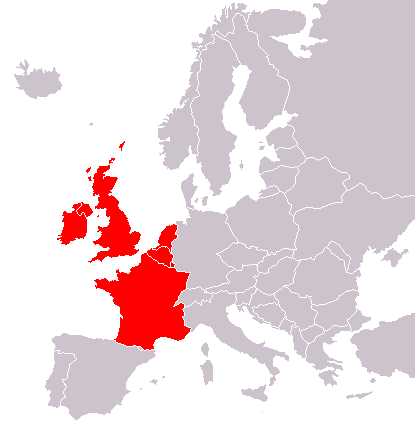
Nyugat-Európa országai (pirossal)

A Brit-szigeteken két ország fekszik, a kisebb Írország és nagyobb területű Egyesült Királyság. Az Egyesült Királyság fő energiahordozói a kőolaj, a földgáz, a feketekőszén és a hasadó anyagok (pl. uránérc). A kőolajat és a földgázt az Északi-tengerből nyerik. Szállításuk tenger alatti vezetékeken, illetve tankhajókon történik. A kőszén nagy részét a Pennine-hegységből, és más hegységekből nyerik. A villamos áram termelésében a legnagyobb szerepet az atomerőműveknek tulajdonítják. A vas- és színesfém-kohászat üzemei a szénmezők közelében és a kikötővárosokban, mint pl. Glasgow-ban találhatók. A legnagyobb ipari központ Közép-Angliában Birmingham. A szénbányászat és a rá épülő hagyományos iparágak az utóbbi évtizedekben sokat veszítettek a jelentőségükből. Az ágazat hanyatlása sok gondot jelent, pl. munkanélküliséget, elvándorlást. Ezen a munkások átképzésével, adókedvezményekkel támogatott korszerűsítésével próbálnak enyhíteni. Ennek nyomán a nehézipar hagyományos szerkezete is átalakult (szerkezetváltás). A feldolgozóipar legfontosabb ágazata a gépipar. Hazai alapanyagra, jól képzett szakmunkásgárdára épül. Belföldi és külföldi piacra egyaránt termel. Nagy fokú szakosodása és a gyártmányok kiváló minősége jellemzi. A brit gépjárműipar üzemeinek egy részét külföldi (amerikai, japán, német) cégek vásárolták meg. Az előállított autók fele külföldön talál vevőre. Az elektronikai, elektrotechnikai ipar korszerű termékeit (pl. híradástechnikai, számítástechnikai, orvosi elektronikai eszközöket) a főváros környékén és az egyetemi városokban állítják elő. A vegyipar a kikötővárosokba települt, műanyagot, festékeket, gyógyszert gyárt. Nyersanyagai a kőolaj, a földgáz, a kőszén és a kősó. A textiliparban egyre fontosabb műszál is a vegyipar terméke. A könnyűiparban a textilipar a legfontosabb ágazat. Hazai nyersanyaga a gyapjú. A gyapotot külföldről szerzi be. A legjelentősebb központja Manchester. Az angol farmok jól felszerelt, sok műtrágyát, nemesített vetőmagot használó gazdaságot. A szántóföldi termelés főleg délkeleten jellemző. A megtermelt árpa, búza és burgonya fedezi a hazai szükségleteket. Jelentős a városokat ellátó zöldség, gyümölcs- és virágkertészetek szerepe. Az északnyugati és északi országrész legelői az állattartás területei. Nagy-Britannia Európa legjelentősebb juhtenyésztő országa. Emellett fontos szarvasmarha, hússertés, pulyka és versenyló tenyésztése is. A mezőgazdasági termesztési érték nagyobb részét az állattenyésztés adja. Az ország alapvető élelmiszerekből szinte önellátó.

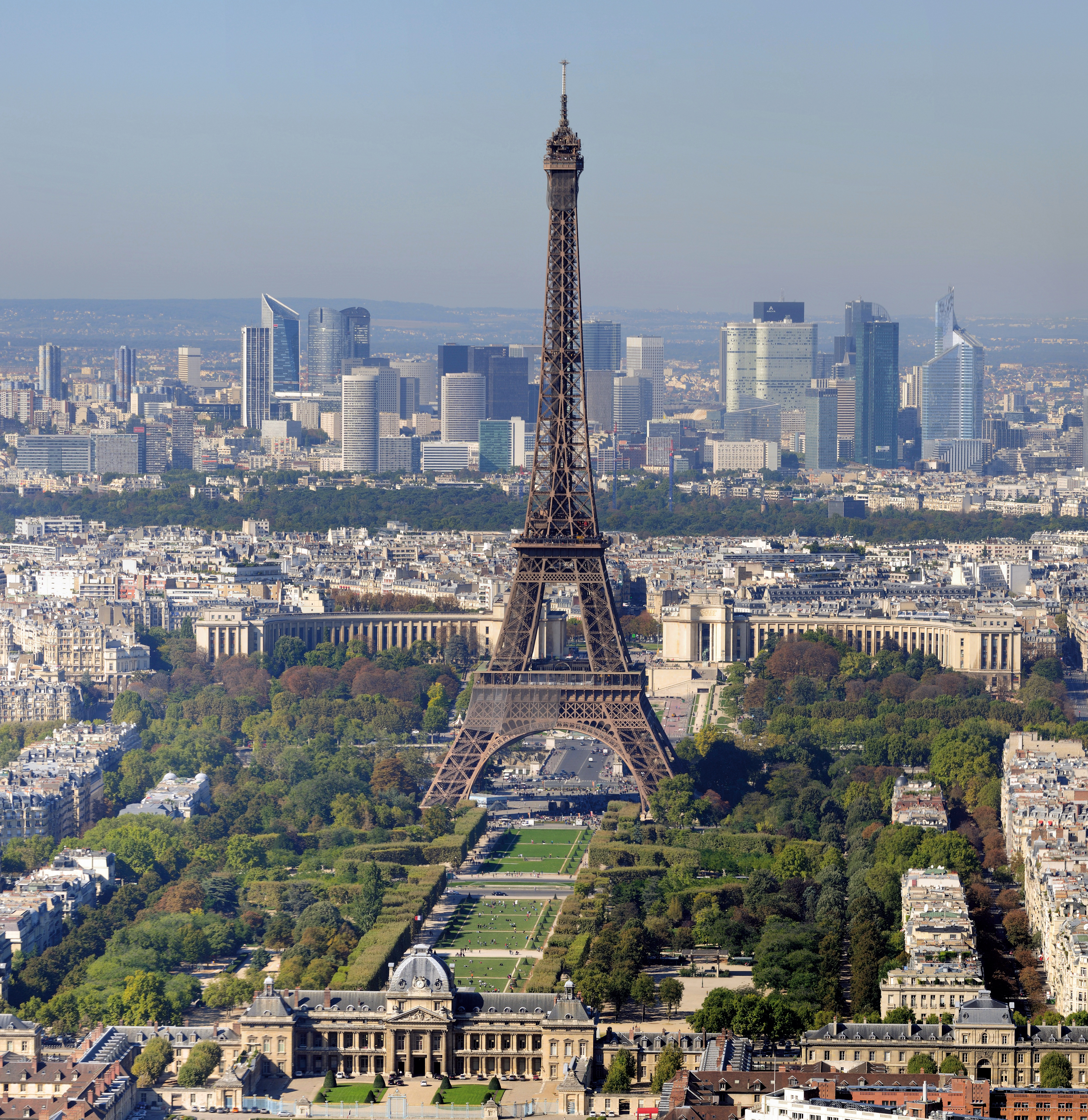
A La Défense ultramodern pénzügyi negyed Párizsban előtérben az Eiffel-torony

A megújuló energia részaránya a bruttó végső energiafogyasztásban, 2023-ban.
A zöld a legmagasabb, piros-narancssárga a legalacsonyabb

Nyugat-Európa legnagyobb országa Franciaország. A vegyipar a behozott nyersanyagokat a kikötővárosaikban, a hazaiakat a bányák körzetében dolgozza fel. A foglalkoztatásban és exportban egyaránt fontos a textilipar szerepe, amely Lyonban és Párizsban összpontosul, de üzemei az ország egész területén megtalálhatók. Párizs a kozmetikai és a divatipar első számú világközpontja is (híres divatcég pl. a Dior, és Pierre Cardin). A szolgáltatások egyre bővülő gazdasági ágat jelentenek. Sok munkahelyet biztosítottak az utóbbi évtizedekben, különösen a női munkaerő foglalkoztatásában. A tengerpartok, az ország kulturális kincsei, a főváros, a Loire-menti kastélyok, a gyógyfürdők, az Alpok a turizmus legvonzóbb – fontos beviteli források. Franciaország mezőgazdasága változatos éghajlatának megfelelően igen sokszínű. A mezőgazdaság termékeiből jelentős jut kivitelre. Az országban a növénytermesztés és az állattenyésztés egyaránt jelentős. Termékei közül exportcikk a gabona, a szőlő és a bor. A szőlőtermesztésben Franciaország Olaszországgal vetekszik a világelsőségért. Az előállított bor nagy része brandy és pezsgő formájában kerül a világpiacra. A szántóföldeken északon a cukorrépa és a burgonya, délen a napraforgó termesztése a jellemző. A zöldség- és gyümölcstermelés főleg a nagy hazai igényeket elégíti ki. Az állattenyésztés jelentősége a tekintélyes méretű állatállománynak, valamint a takarmánytermelő területeknek köszönhető.
A csatornák, szélmalmok, tulipánok, sajtok és a fapapucsok hazája Hollandia. Az Északi-tenger partján fekszik, a Hollandalföldön és mélyföldön. A hollandok évszázadok óta küzdenek a tengerrel, gátakkal és csatornákkal. A holland mezőgazdaság vezető ága az állattenyésztés. A kitűnő tejelő fekete-fehér fríz fajtájú tehenek az év nagy részében a szabadban legelnek. Az állatok tejhozama igen magas, amit a tervszerű fajtanemesítésnek és gondozásnak is köszönhetnek. A szántóföldek nagyobb részen termelt takarmánynövények is az állattartást támogatják. Az IJssel-tó és a Rajna közti termékeny területen zöldség- és virágkertészetek sorakoznak. A földgázzal fűtött üvegházakból egész évben friss zöldségféléket szállítanak a bel- és külföldi piacokra. A vágott virágok, virághagymák és magvak kivitele is jelentős. Az ország középnyugati részén lévő hatalmas, patkó alakú városodott terület a Randstad. Az üzemek többsége két nagy kikötővárosba – Rotterdamba és Amszterdamba – és néhány hajóval is elérhető kisebb városba tömörült. A legtöbb iparág külföldi nyersanyagokat dolgoz fel, és a késztermékek nagy részét is külföldön értékesítik. Nemcsak Európa, hanem a világ legforgalmasabb kikötővárosának is számít Rotterdam. Bár az ország gazdasági, kereskedelmi, pénzügyi központja a főváros, Amszterdam.
Belgium az Északi-tengertől délkeleti irányban található, Hollandia szomszédságában. Az ország mezőgazdasági központja Flandria. Termékeny talaján főleg ipari növényeket, a városok körül kertgazdaságokban zöldségféléket, virágokat és almát termesztenek. Ezen a tájon alakult ki az ország jelentős textilipara. Szőnyegszövésben és kivitelben ma is első Európában. A táj déli részén épült a főváros, Brüsszel, a NATO és az Európai Bizottság székhelye. A kikötővárosai közül Antwerpen jelentősége a legnagyobb. Vegyipar (kőolaj-finomítás, gyógyszer- és fotokémiai ipar) sok szakképzett munkaerőt foglalkoztat. Gyémántcsiszoló üzemei világhírűek. A Meuse-folyó mentén 30–50 km-es sávban hatalmas nehézipari övezet húzódik. Belgium gépgyártásra a nyersanyagigényes ágazatok és a korszerű fegyvergyártás jellemző.
A törpeállamok után Európa legkisebb területű országa, Luxemburg. Ma Európában és az Európai Unióban is egyaránt itt a legnagyobb az 1 főre jutó GDP értéke. A főváros, Luxembourg az EU második legfontosabb központja, Brüsszel után. Az Európai Parlament titkársága, az Európai Bíróság, beruházási bankja, pénzügyi és statisztikai intézményei külön negyedbe tömörültek. Mellettük a biztosítótársaságok csoportosulnak, hírnevet teremtve a kis országnak.

### Közép-Európa országai
| Ország        | Terület km² | Népesség (fő) | Népsűrűség fő/km² | Főváros   | GDP (PPP) 2016, USD/fő | nettó átlagkereset euróban, 2017-ben | fiz. forr. | emberi fejlettségi index (2014) |
| ------------- | ----------- | ------------- | ----------------- | --------- | ---------------------- | ------------------------------------ | ---------- | ------------------------------- |
| Ausztria      | 83 879      | 8 858 775     | 105,6             | Bécs      | 48004                  | 1934                                 | [ 74 ]     | 0.881                           |
| Csehország    | 78 866      | 10 649 800    | 135,0             | Prága     | 33231                  | 870                                  | [ 75 ]     | 0.861                           |
| Horvátország  | 56 594      | 4 076 246     | 72,0              | Zágráb    | 22795                  | 800                                  | [ 76 ]     | 0.812                           |
| Lengyelország | 312 679     | 38 386 000    | 122,7             | Varsó     | 27764                  | 770                                  | [ 77 ]     | 0.834                           |
| Magyarország  | 93 030      | 9 772 756     | 105,0             | Budapest  | 27481                  | 654                                  | [ 78 ]     | 0.818                           |
| Németország   | 357 168     | 82 979 100    | 232,3             | Berlin    | 48110                  | 2270                                 | [ 79 ]     | 0.911                           |
| Svájc         | 41 285      | 8 544 527     | 206,9             | Zürich    | 59560                  | 4421                                 | [ 80 ]     | 0.917                           |
| Szlovákia     | 49 035      | 5 439 892     | 110,9             | Pozsony   | 31338                  | 722                                  | [ 81 ]     | 0.830                           |
| Szlovénia     | 20 273      | 2 066 880     | 101,9             | Ljubljana | 32085                  | 1051                                 | [ 82 ]     | 0.874                           |

| Ország / Adat (és forrás) | GDP/fő (USD, 2025) | Korrupcióérzékelési index (2024) | Államadósság kvóta (2025)   | Sajtószabadság (2025)          | Pénznem |
| ------------------------- | ------------------ | -------------------------------- | --------------------------- | ------------------------------ | ------- |
| Ausztria                  | 58 190             | 67                               | 82,9                        | 78,1                           | Euró    |
| Csehország                | 33 040             | 56                               | 44,2                        | 83,9                           | Korona  |
| Horvátország              | 25 670             | 47                               | 55,9                        | 64,2                           | Euró    |
| Lengyelország             | 26 810             | 53                               | 60,7                        | 74,8                           | Złoty   |
| Magyarország              | 24 810             | 41                               | 73,5                        | 62,8                           | Forint  |
| Németország               | 55 910             | 75                               | 65,4                        | 83,8                           | Euró    |
| Svájc                     | 104 900            | 81                               | 36,9                        | 84                             | Frank   |
| Szlovákia                 | 27 130             | 49                               | 60                          | 72,8                           | Euró    |
| Szlovénia                 | 35 330             | 60                               | 68                          | 74                             | Euró    |
|                           |                    | a legalacsonyabb a legrosszabb   | a legmagasabb a legrosszabb | a legalacsonyabb a legrosszabb |         |

## Kontinentális politika

### Európai Unió

Az EU tagállamai (kékkel)

Az Európai Gazdasági Közösséget (EGK) 1957-ben hozta létre a Német Szövetségi Köztársaság (NSZK), Franciaország, Olaszország, és a Benelux államok. 1994 óta Európai Uniónak nevezik. 2007-ben két, majd 2013-ban egy új taggal bővült. Az Egyesült Királyság kizuhanása után a 2020-as évek elején 27 ország a tagja.
A tagállamok gazdasági együttműködésének jellemzői:
- Az EU-n belüli kereskedelemben megszűntek a vámok és a mennyiségi korlátozások. Más országok felé azonosak a vámtarifák. Egységesek a minőségi követelmények.
- Szabadon áramolhatnak a tőke, a munkaerő és a szolgáltatások. Az EU-országok lakosai bármely másik tagállamban letelepedhetnek, munkát vállalhatnak. A szakképzettség kölcsönösen elismerik. (A külső országokból érkező vendégmunkásoknak nincsenek ugyanilyen jogaik.)
- Egységesen támogatják a mezőgazdaságot. Saját termékeiket védik az EU-n kívüli országokkal szemben (pl. vámokkal, behozatali korlátozásokkal stb.).
- Tudományos kutatási programjaikat összehangolják.
- A tagországok adórendszerét egységesítik, 2002 óta fizetőeszközként a közös valutát, az eurót használják.

A gazdasági egységnél sokkal nehezebb a politikai egység megteremtése. Ez a távolabbi jövő feladata. Az EU országainak gazdasági fejlettsége eltérő. Így az egy főre eső GDP is nagy különbségeket mutat. Az egyes országok és régiók között fennálló fejlettségi különbségek mérséklése, a kevésbé fejlett térségek felzárkózásának elősegítése nagyon fontos feladat. Az EU országaiban magas az egy főre jutó energiafelhasználás. Energiagazdaságuk főleg kőolajra épül, de az olaj árának változásai szükségessé tették más energiahordozók felhasználását is. Így több országban nagy jelentőségűek az atomerőművek és a vízerőművek. Az energia felhasználását észszerűen korlátok közé próbálják szorítani (pl. kis fogyasztású autók, energiatakarékos technológiák és háztartási gépek elterjesztése). A régiók iparvidékek nyersanyaglelőhelyei fokozatosan kimerülnek, a mélyművelés drága. Így sok esetben gazdaságosan a nyersanyag behozatala. Ezek feldolgozása a kikötővárosokban összpontosul. Ilyen ágazat a kőolaj-finomítás, a fémkohászat. Emiatt a hagyományos iparvidékek válsággal küzdenek, ezzel szemben a kikötők övezeteire a fellendülés jellemző (pl. Hollandiában Rotterdam). Az EU kiadásai között igen nagy súllyal szerepes a mezőgazdaság. Támogatási rendszer biztosítja az elmaradottabb térségek felzárkózását. Egységes felvásárlásaival pedig a világpiaccal szemben is segítséget nyújt a gazdáknak terményeik értékesítéséhez.
Az EU-n belüli egyik együttműködés a Visegrádi Együttműködés (más néven visegrádi országok, visegrádi négyek vagy V4-ek), négy közép-európai tagállam, Csehország, Lengyelország, Magyarország és Szlovákia regionális szervezete. Az együttműködés célja ezen országok gazdasági, diplomáciai és politikai érdekeinek közös képviselete, esetleges lépéseinek összehangolása.

## Közlekedés

Európa nagysebességű vasúti hálózata

### Vasúti közlekedés
Európa vasútvonalainak hossza 360 169 km, mely nagyrészt 1435 mm-es nyomtávolságú. Azonban Spanyolországban, Portugáliában, Oroszország európai részén és a volt szovjet utódállamok területén széles nyomtáv van. Ezenkívül több országban található keskeny nyomtávú hálózat. A nagysebességű vasúthálózat egységesen normál nyomtávú.

### Közúti közlekedés
Az Egyesült Királyságban, Írországban, Máltán és Cipruson bal oldalon közlekednek. Európa többi részén nagyrészt a jobb oldalon zajlik a forgalom, néhány autópályaszakasztól és kisebb földúttól eltekintve.
Egész Európában elterjedtek a különböző útadók, ezek közül a matricás rendszer méltó említésre.
A nemzetközi E-számozást számos nagy autópályára kiterjesztették, de az utak számozása és igazgatása továbbra is helyi vagy nemzeti szinten történik.
Az 1990-től kezdődő fejlődés ellenére továbbra is a közutakon zajló forgalom felelős a legnagyobb légszennyezésért.

### Légi közlekedés
A kiterjedt vasúti és közúti hálózat ellenére a legtöbb hosszútávú utazást Európán belül légi úton bonyolítják. A turizmus szintén jelentős számú embert vonz a térségbe, akik a legnagyobb nemzetközi repülőterek valamelyikére érkeznek, mint például a Heathrow-repülőtér. Az ún. fapados járatok térhódítása is jelentősen növelte az így megtett utak számát. Mára a légi közlekedés az egyik legolcsóbb formája a városok közötti utasforgalomnak. Ez a növekedés ugyanakkor jelentős hatást gyakorolt mind a környezetre, mind a légterek telítettségére.
| Rangsor 2019-ben | változás 2018-hoz | Ország             | Repülőtér           | Város      | Utasok     | Utasok     | Változás 2018-2019 | Változás 2018-2019 |
| Rangsor 2019-ben | változás 2018-hoz | Ország             | Repülőtér           | Város      | 2019-ben   | 2018-ban   | %                  | Számban            |
| ---------------- | ----------------- | ------------------ | ------------------- | ---------- | ---------- | ---------- | ------------------ | ------------------ |
| 1                | 0                 | Egyesült Királyság | Heathrow            | London     | 80,886,589 | 80,100,311 | 1.0%               | 786,278            |
| 2                | 0                 | Franciaország      | Charles de Gaulle   | Párizs     | 76,150,007 | 72,229,723 | 5.4%               | 3,920,284          |
| 3                | 0                 | Hollandia          | Schiphol            | Amszterdam | 71,707,144 | 71,053,157 | 0.9%               | 653,987            |
| 4                | 0                 | Németország        | Frankfurt           | Frankfurt  | 70,556,072 | 69,510,269 | 1.5%               | 1,045,803          |
| 5                | 1                 | Spanyolország      | Adolfo Suárez       | Madrid     | 61,734,037 | 57,891,340 | 6.6%               | 3,842,697          |
| 6                | 1                 | Spanyolország      | El Prat Josep T.    | Barcelona  | 52,686,314 | 50,172,457 | 5.0%               | 2,513,857          |
| 7                | új                | Törökország        | Isztambul           | Isztambul  | 52,578,008 | 95,205     | 55126.1%           | 52,482,803         |
| 8                | 2                 | Oroszország        | Seremetyjevói       | Moszkva    | 49,438,545 | 45,348,150 | 9.0%               | 4,090,395          |
| 9                | 1                 | Németország        | Franz Josef Strauss | München    | 47,941,348 | 46,253,620 | 3.6%               | 1,687,728          |
| 10               | 1                 | Egyesült Királyság | Gatwick Airport     | London     | 46,574,786 | 46,081,327 | 1.1%               | 493,459            |

### Vízi közlekedés
A Rotterdami kikötő Hollandiában a legnagyobb kikötő Európában, valamint az egyik legforgalmasabb is, mely több mint 400 millió tonna árut fogadott 2008-ban.
A La Manche a világ egyik legforgalmasabb vízi útvonala. Több mint 400 hajó használja naponta a Balti-tenger és az Északi-tenger közötti útvonalon.
A teherforgalomban játszott szerepe mellett a vízi szállítás rendkívül fontos Európa energiaszükségletének ellátása miatt is. A világ egyik legfontosabb olaj kirakodási pontja Európa.

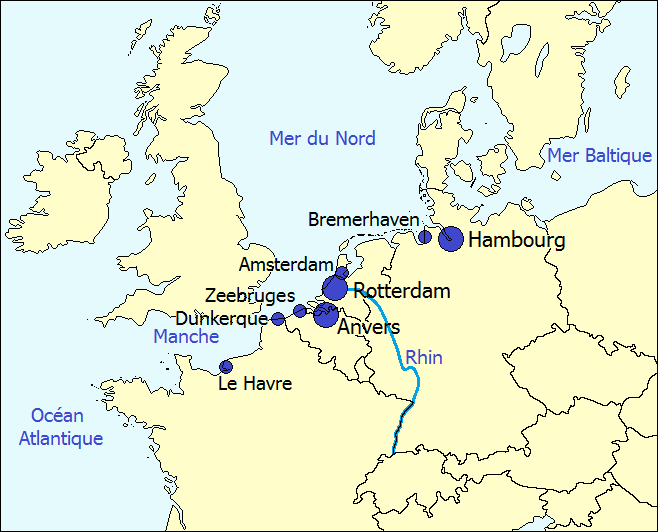
Európa legforgalmasabb kikötőinek – Rotterdam, Antwerpen (Anvers), Hamburg – elhelyezkedése.

| No. | Kikötő             | Város       | Ország | Tenger          |
| --- | ------------------ | ----------- | ------ | --------------- |
| 1   | Rotterdam          | Rotterdam   | NLD    | Északi-tenger   |
| 2   | Antwerpen          | Antwerpen   | BEL    | Északi-tenger   |
| 3   | Hamburg            | Hamburg     | GER    | Északi-tenger   |
| 4   | Bremen-Bremerhaven | Bremerhaven | GER    | Északi-tenger   |
| 5   | Valencia           | Valencia    | ESP    | Földközi-tenger |
| 6   | Piraeus            | Athén       | GRE    | Földközi-tenger |
| 7   | Algeciras          | Algeciras   | ESP    | Földközi-tenger |
| 8   | Gioia Tauro        | Gioia Tauro | ITA    | Földközi-tenger |
| 9   | Felixstowe         | Felixstowe  | GBR    | Északi-tenger   |
| 10  | Barcelona          | Barcelona   | ESP    | Földközi-tenger |

## Kultúra
Európában az egyes országok különböző történelmi fejlődése, a népek eltérő nyelvi-, és kulturális sajátosságai miatt nincs egységes kultúra, ám számos művészeti alkotás szól egyfajta európai identitásról, pl. az Örömóda, vagy a Vén Európa című dalok.

### Művészet

#### Építészet
- Keresztény templomépítészet
- Építészettörténet

## Kapcsolódó irodalom
- Jacques Le Goff: Európa születése a középkorban; ford. Sujtó László; Atlantisz, Budapest, 2008 (Európa születése)
- Mollat du Jourdin, Michel: Európa és a tenger (ford. Rácz Judit), Atlantisz Könyvkiadó, Budapest, 2013 (Európa születése), ISBN 9789639777156